# Cycle de Marie de Médicis
Le Cycle de Marie  de Médicis est une série de vingt-quatre tableaux de Pierre Paul Rubens commandés en 1621 par la reine Marie de Médicis, veuve d'Henri IV, pour le palais du Luxembourg à Paris. Rubens devait réaliser ces peintures en l'espace de 2 ans de manière à les achever pour le mariage de la fille de Marie de Médicis, Henriette Marie. Vingt et un tableaux représentent les gloires et luttes de Marie, les trois peintures restantes étant des portraits d'elle et de ses parents. Depuis l'année 1816, ces tableaux sont exposés au Louvre à Paris (Aile Richelieu - 2e étage - Salle 801 - Rubens : la Galerie Médicis).

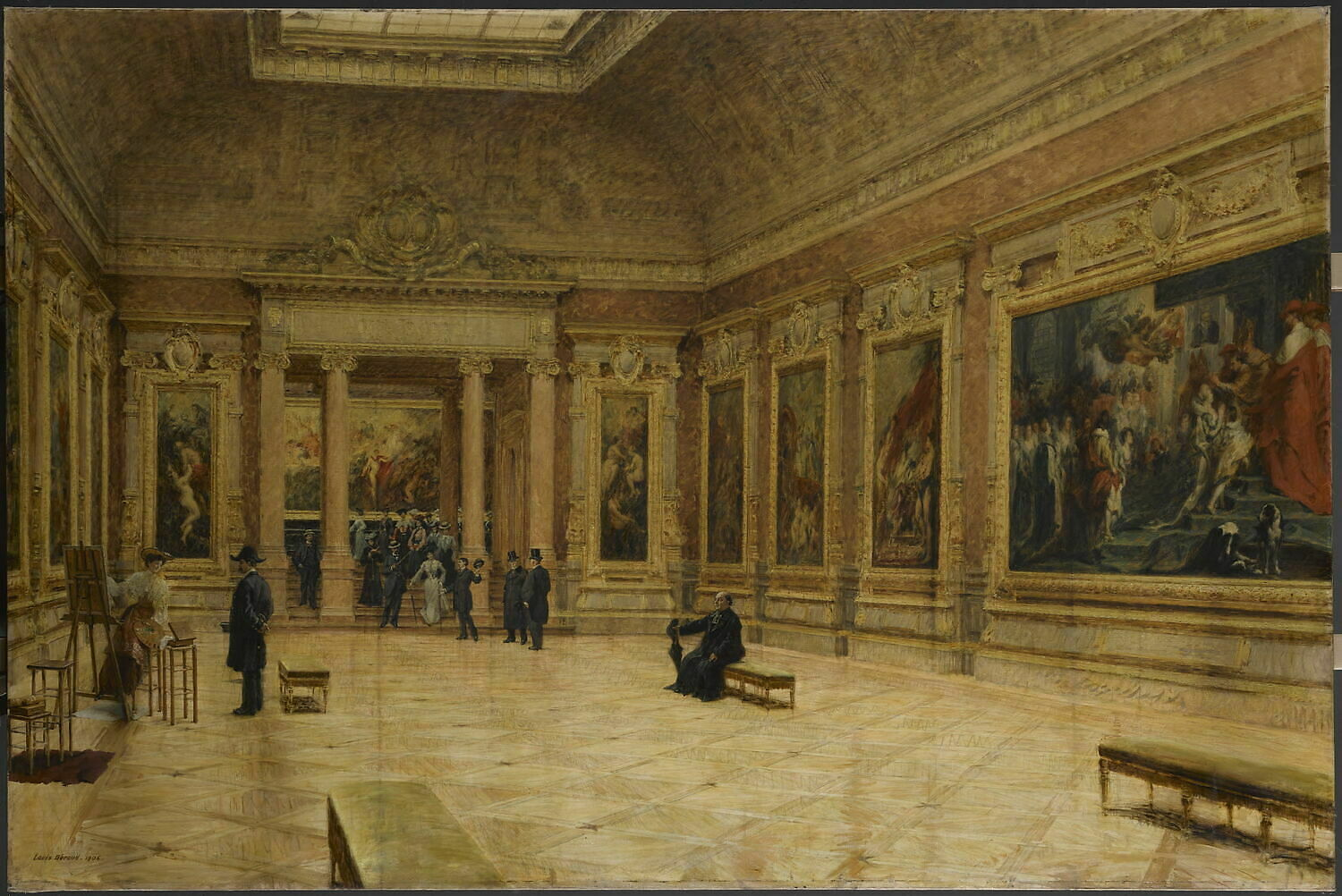
La salle du Cycle Marie de Médicis au Louvre représentée par le peintre Louis Béroud en 1904.

## La commande
Il existe beaucoup de spéculations sur les circonstances exactes ayant amené Marie de Médicis à faire appel à Rubens pour peindre « un tel projet grandiose, conçu dans des proportions vraiment héroïques ». L'historien d'art John Coolidge suggère que ce projet devait rivaliser avec une série de douze tapisseries sur l'histoire de Constantin que Rubens réalisait dans son atelier à la même période. On suggéra également qu'à la demande de Louis XIII, fils de Marie de Médicis et successeur au trône, Rubens avait préparé un certain nombre d'esquisses à l'huile, ce qui aurait pu influencer le choix de la reine lorsqu'elle voulut faire réaliser cette série de tableaux à la fin de l'année 1621. 
En fait, il semble que la raison la plus évidente du choix de Rubens par Marie de Médicis est qu'il lui fallait trouver un peintre capable d'immortaliser sa vie. Or, non seulement Rubens s'était déjà imposé comme un peintre exceptionnel mais il avait également des liens étroits avec plusieurs personnalités importantes de l'époque, dont la sœur de Marie de Médicis, Éléonore, épouse d'un des premiers clients importants de Rubens, le duc de Gonzague.

## Marie de Médicis

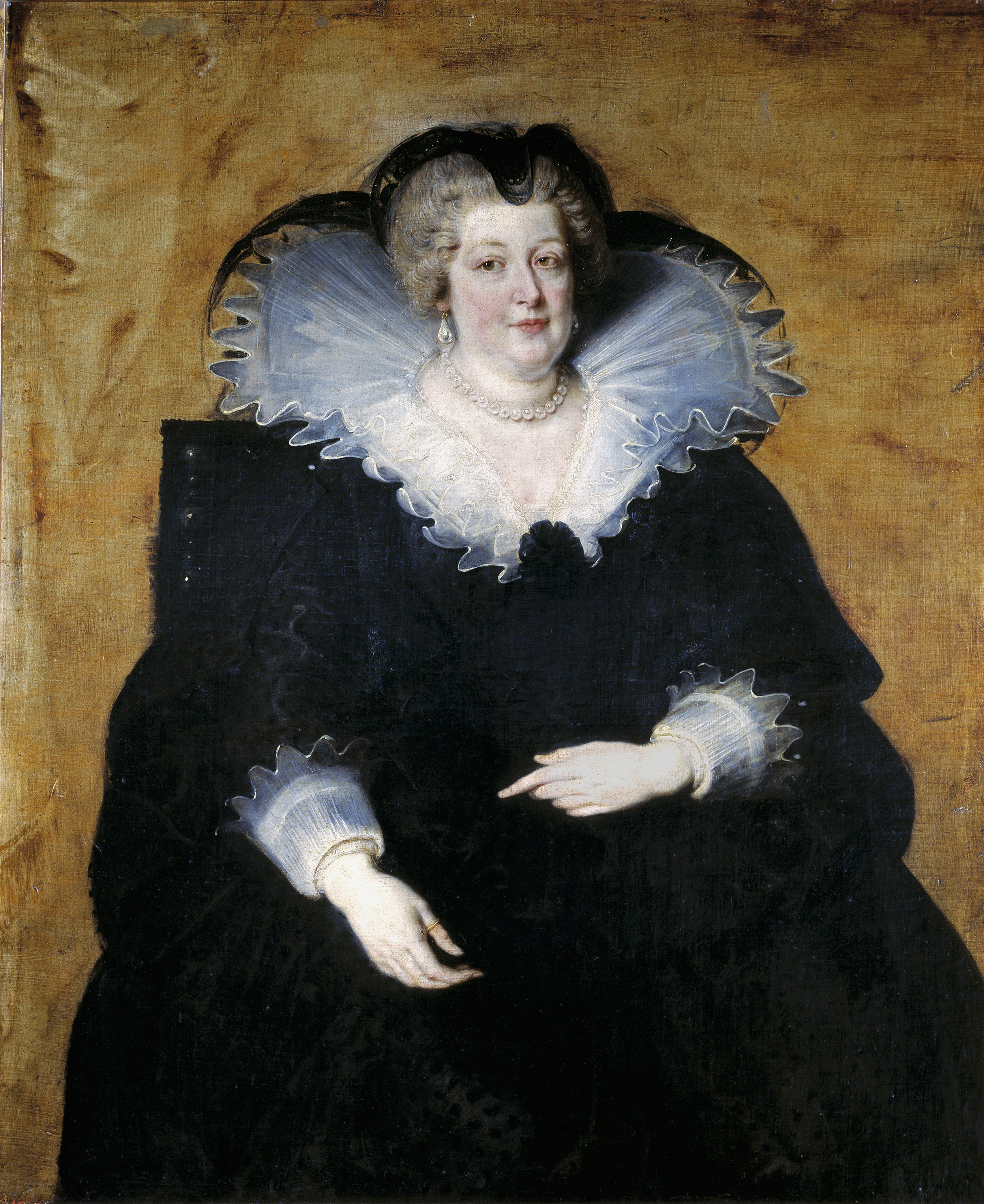
Portait de Marie de Médicis, 1622, Rubens, Musée du Prado.

Marie de Médicis est devenue la seconde épouse du roi Henri IV lors d'un mariage par procuration célébré le 5 octobre 1600,  sous l'autorité de son oncle le Grand Duc Ferdinand de Toscane. Lorsque Henri IV fut assassiné en 1610, son fils et successeur, Louis XIII, était seulement âgé de huit ans. C'est donc sa mère, Marie de Médicis qui devint régente conformément aux lois saliques jusqu'en 1617 alors que Louis avait dépassé les treize ans, âge auquel il aurait dû officiellement devenir roi. En 1617, à l'âge de quinze ans, Louis XIII décida finalement de prendre la direction du royaume et la reine fut exilée à Blois.
Louis et sa mère ne se réconcilièrent pas pendant six ans mais, finalement en 1621, Marie de Médicis fut autorisée à revenir à Paris. À son retour, Marie se consacra à la construction et la décoration du Palais du Luxembourg, une énorme entreprise dans laquelle Rubens joua un rôle clé. Rubens, qui était alors peintre à la Cour du Duché de Mantoue sous le règne de Vincent Ier de Mantoue, duc de Gonzague, avait rencontré Marie de Médicis pour la première fois lors de son mariage à Florence en 1600. L'année suivante, celle-ci choisit Rubens pour peindre deux grandes séries de tableaux représentant sa vie et celle de son défunt mari, Henri IV, destinés à orner les deux ailes du premier étage du Palais du Luxembourg.
Alors que les 21 tableaux illustrant de manière très allégorique la vie de Marie de Médicis furent achevés en 1624, la série de peintures consacrée à la vie d'Henri IV ne fut jamais achevée, bien que certaines esquisses préliminaires aient survécu (Voir le cycle Henri IV, ci-dessous). L'inachèvement de la série de tableaux d'Henri IV est en partie lié à Marie de Médicis qui fut bannie définitivement de France par son fils en 1631 et qui se réfugia à Bruxelles avant de mourir en exil en 1642 dans la même maison que la famille de Rubens avait occupée cinquante ans auparavant.
Alors que la réalisation de cette série de tableaux constituait la première grande commande de Rubens, elle était aussi un grand défi pour l'artiste qui devait réaliser vingt et une peintures d'une femme dont la vie se résumait à son mariage avec Henri IV et la naissance de six enfants, dont un mourut en bas âge À cette époque, les femmes ne recevaient en général pas de tels hommages élogieux, même si Rubens était parfaitement fait pour l'emploi, compte tenu du grand respect qu'il avait pour « les vertus du sexe opposé », comme le démontrent les œuvres qu'il réalisa pour Isabelle d'Autriche. Qui plus est, contrairement à son époux, la vie de Marie de Médicis n'était pas ponctuée de victoires triomphantes, mais plutôt par son implication dans des scandales politiques qui interdisaient à Rubens de faire une représentation trop littérale des événements de la vie de la souveraine pour ne pas encourir la désapprobation du gouvernement.
Loin de se décourager, Rubens démontra sa connaissance impressionnante de la littérature classique et des traditions artistiques, en utilisant des représentations allégoriques destinées à glorifier les aspects banals de la vie de Marie de Médicis et à illustrer les événements les moins favorables de son existence. Au XVIe et XVIIe siècles, l'utilisation de  l'iconographie chrétienne, ainsi que celle du panthéon grec et romain, était en effet un dispositif couramment employé par les artistes. Ainsi, Rubens a peint des images extravagantes de la Reine Mère entouré de dieux antiques et parfois même divinisée, l'ambiguïté des personnages étant essentiellement utilisée pour présenter Marie de Médicis sous son meilleur jour.
Les réalisations de Rubens ont inspiré d'autres artistes, et notamment les peintres français Jean-Antoine Watteau (1684–1721) et François Boucher (1703–1770) qui firent des copies du cycle de Marie de Médicis.

## Les tableaux du cycle

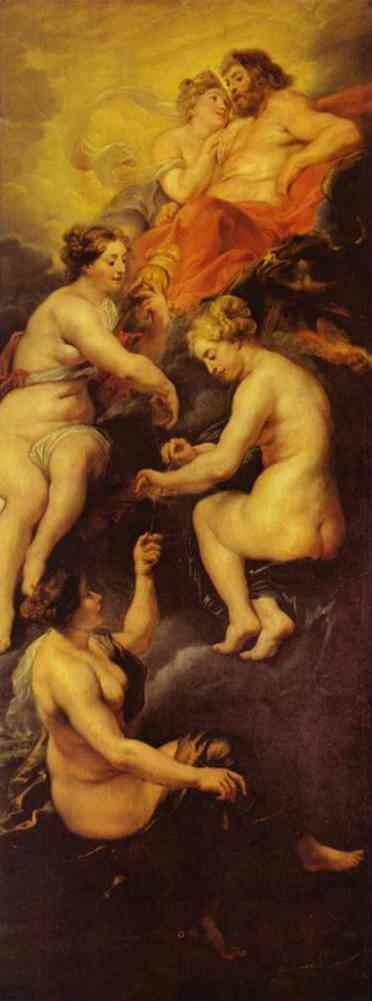
Les Parques filant le destin de Marie de Médicis
, huile sur toile.

Initialement les tableaux étaient accrochés dans le sens des aiguilles d'une montre par ordre chronologique sur les murs de la salle d'attente attenante aux appartements royaux de Marie de Médicis au palais du Luxembourg. Ils sont aujourd'hui disposés de la même manière au Louvre. Les tableaux qui reflètent la vie de Marie de Médicis sont divisés en trois chapitres : son enfance, sa vie de reine mariée et sa régence alors qu'elle était veuve. Tous les tableaux ont la même hauteur, mais ils varient en largeur afin de s'adapter à la forme de la pièce dans laquelle ils étaient destinés à être exposés. Les seize peintures qui couvraient les longs murs de la galerie mesurent environ quatre mètres de haut sur trois mètres de large, les trois grands tableaux placés en bout de la pièce mesurent quatre mètres de haut sur sept mètres de large.
À l'origine le spectateur entrait dans la galerie par l'angle sud-est et les tableaux les plus visibles de ce point de vue étaient Le Couronnement de Saint-Denis et La Mort de Henri IV et la proclamation de la régence. Le cycle débutait sur le mur d'entrée avec la représentation des années d'enfance de Marie de Médicis et de son mariage avec Henri IV. Quatre tableaux sont consacrés au mariage, peut-être parce qu'il était rare à l'époque qu'une telle union soit célébrée avec une femme relativement âgée, Marie de Médicis ayant alors vingt-sept ans. La galerie se termine par une représentation du couronnement de Marie. Le mur face à l'entrée de la galerie illustre l'assassinat d'Henri IV et la proclamation de la régence de Marie la veuve. La seconde moitié du cycle de Rubens aborde les thèmes les plus controversés du règne de Marie, par exemple l'altercation et la réconciliation avec son fils Louis XIII.
Le prix du Cycle de Marie de Médicis était d'environ 24 000 florins pour les 292 mètres carrés, soit environ 82 florins (ou 1 200 euros) par mètre carré.

### Les Parques filant le destin de Marie de Médicis
Le premier tableau du cycle, dénommé Les Parques filant le destin de Marie de Médicis (ou parfois seulement Le destin de Marie de Médicis), est une composition des Parques sur des nuages sous les figures célestes de Junon et Jupiter.
Les Parques sont représentées comme des déesses belles et nues, filant la destinée de Marie de Médicis. Leur présence au pied de Marie symbolise sa prospérité et ses succès qui sont dépeints dans les tableaux suivants du Cycle. Dans la mythologie grecque et romaine, l'une des Parques tisse le fil du destin, une autre mesure sa longueur et la troisième coupe le fil. En revanche, dans la représentation de Rubens, les ciseaux sont absents comme pour insister sur le caractère privilégié et immortel de la vie de la reine
Les premières interprétations du tableau expliquaient la présence de Junon dans la scène en tant que déesse de l'accouchement mais, ultérieurement, on estima que Rubens avait peint ce personnage mythique pour représenter l'alter ego de Marie de Médicis. Jupiter est quant à lui une allégorie d'Henri IV, le mari aux mœurs légères.

### La Naissance de la reine

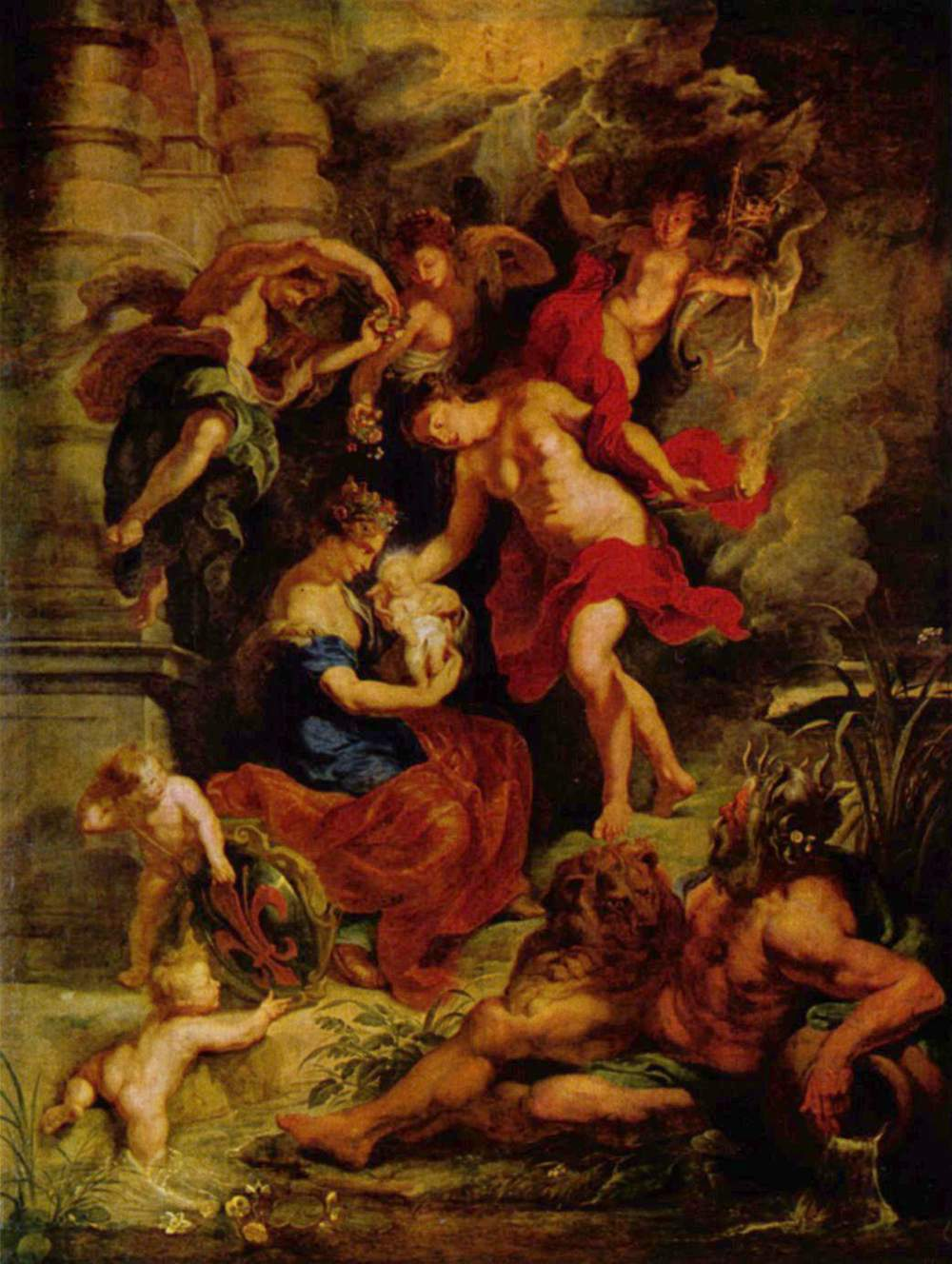
La Naissance de la reine à Florence le 26 avril 1573
, huile sur toile.

Le second tableau du Cycle, La Naissance de la reine, représente la naissance de Marie de Médicis le 26 avril 1573. 
Les symboles et allégories apparaissent sur la toile. Sur la gauche, deux putti jouent avec un bouclier sur lequel figurent le symbole de la ville de Florence, un lys rouge (nommé Giglio Rosso en italien), suggérant que le Ciel aurait favorisé la jeune Médicis dès le moment de sa naissance. Le dieu des rivières dans le coin inférieur droit est probablement une allusion au fleuve Arno qui traverse Florence, ville de naissance de Marie. La corne d'abondance au-dessus de la tête du bébé peut être interprétée comme un signe avant-coureur de la gloire future et de la fortune de Marie de Médicis, le lion symbolisant quant à lui la puissance et la force.
L'auréole éclatante au-dessus de la tête de l'infante ne doit pas être considérée comme une référence à l'imagerie chrétienne, mais plutôt comme une représentation de l'iconographie impériale qui utilise l'auréole comme symbole de la nature divine de la reine et de son futur règne. Alors que Marie de Médicis est née sous le signe du Taureau, c'est un Sagittaire qui apparaît sur la toile, représentant le gardien du pouvoir impérial.
Cependant, il pourrait se faire que ce soit son signe Ascendant qui est représenté par le Sagittaire.

### L'Instruction de la Reine

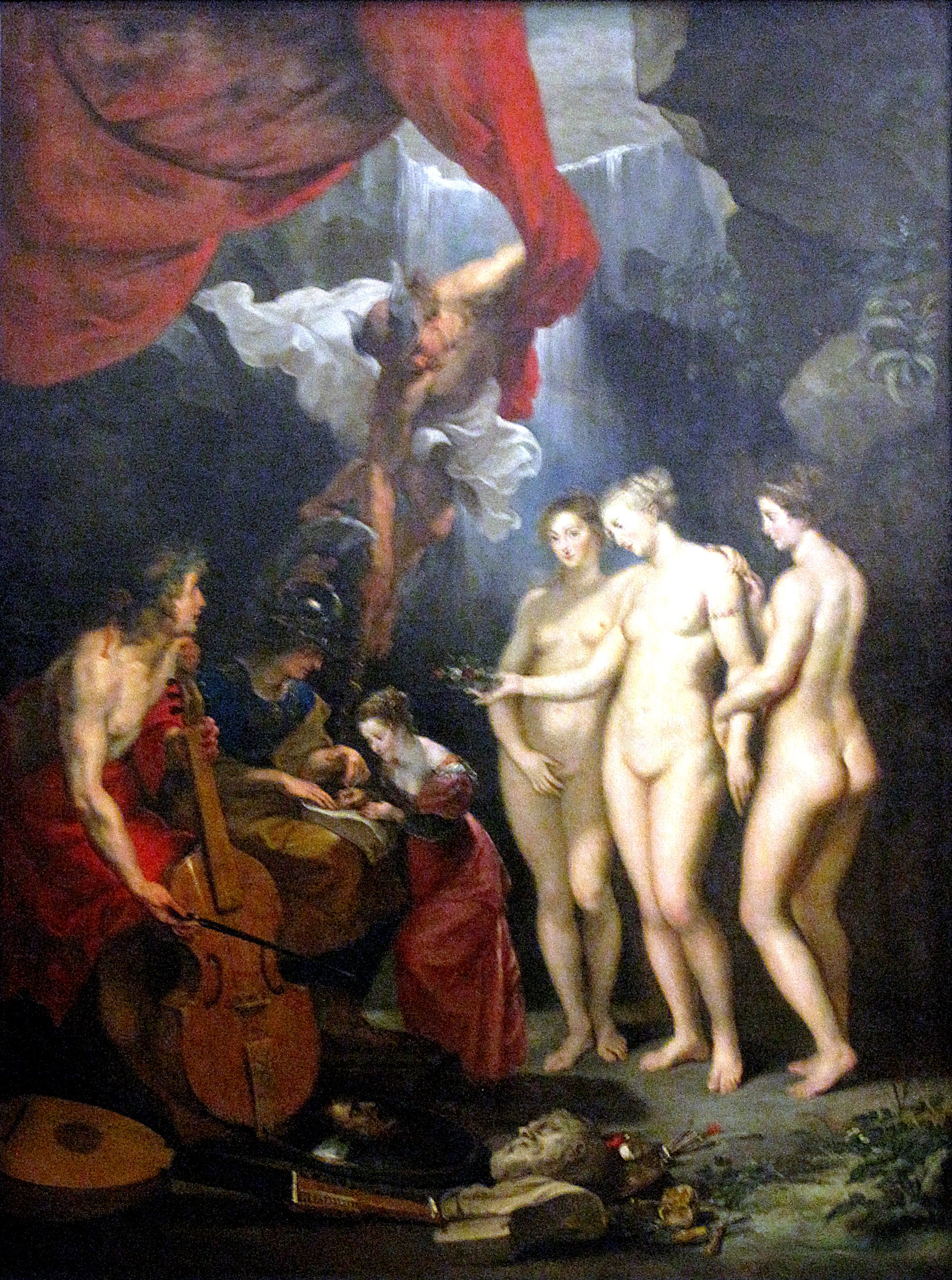
L'Instruction de la reine
, huile sur toile.

L'Instruction de la reine, dit aussi L'Éducation de la reine, réalisé entre 1622 et 1625, montre Marie de Medicis étudiant.
Son éducation lui est donnée par la Grâce divine en présence de trois dieux, Apollon dieu associé à l'art, Athéna déesse de la sagesse et Hermès, le dieu messager. Certains auteurs estiment que les instructeurs de Marie de Médicis seraient en fait Minerve, déesse des Arts et des Sciences, avec l'aide de Mercure, dieu de l'Éloquence descendu du ciel, et d'Orphée, poète et musicien, symbole d'une bonne pédagogie morale utile à la future souveraine.
Hermès se précipite de façon spectaculaire sur la scène et apporte littéralement un cadeau des dieux, le caducée. Il est généralement admis qu'Hermès apporte à la princesse le don de l'éloquence, pour aller avec le cadeau divin de la beauté. Toutefois, le caducée, que l'on voit dans six autres toiles du Cycle, est également associé à la paix et l'harmonie. Il semble donc annoncer le règne paisible de Marie de Médicis.
Les efforts combinés de ces enseignants divins représentent la préparation idyllique de Marie de Médicis pour les responsabilités qu'elle aura dans l'avenir, les épreuves et les tribulations auxquelles elle devra faire face en tant que Reine. Il est également suggéré que les trois dieux offriraient leurs conseils comme un don qui permet à l'âme d'être « libérée par la raison » et d'acquérir la connaissance de ce qui est bon, révélant la connexion divine entre les dieux et la future reine. Le tableau représente une vision baroque et embellie des relations spirituelles et terrestres, qui sont illustrées dans un environnement théâtral. Sont également présentes dans cette œuvre les trois Grâces, Euphrosyne, Thalie et Aglaé qui personnifient la vie dans toute sa plénitude, et plus spécifiquement la séduction, la beauté, la nature, la créativité humaine

### Henri IV recevant le portrait de la reine

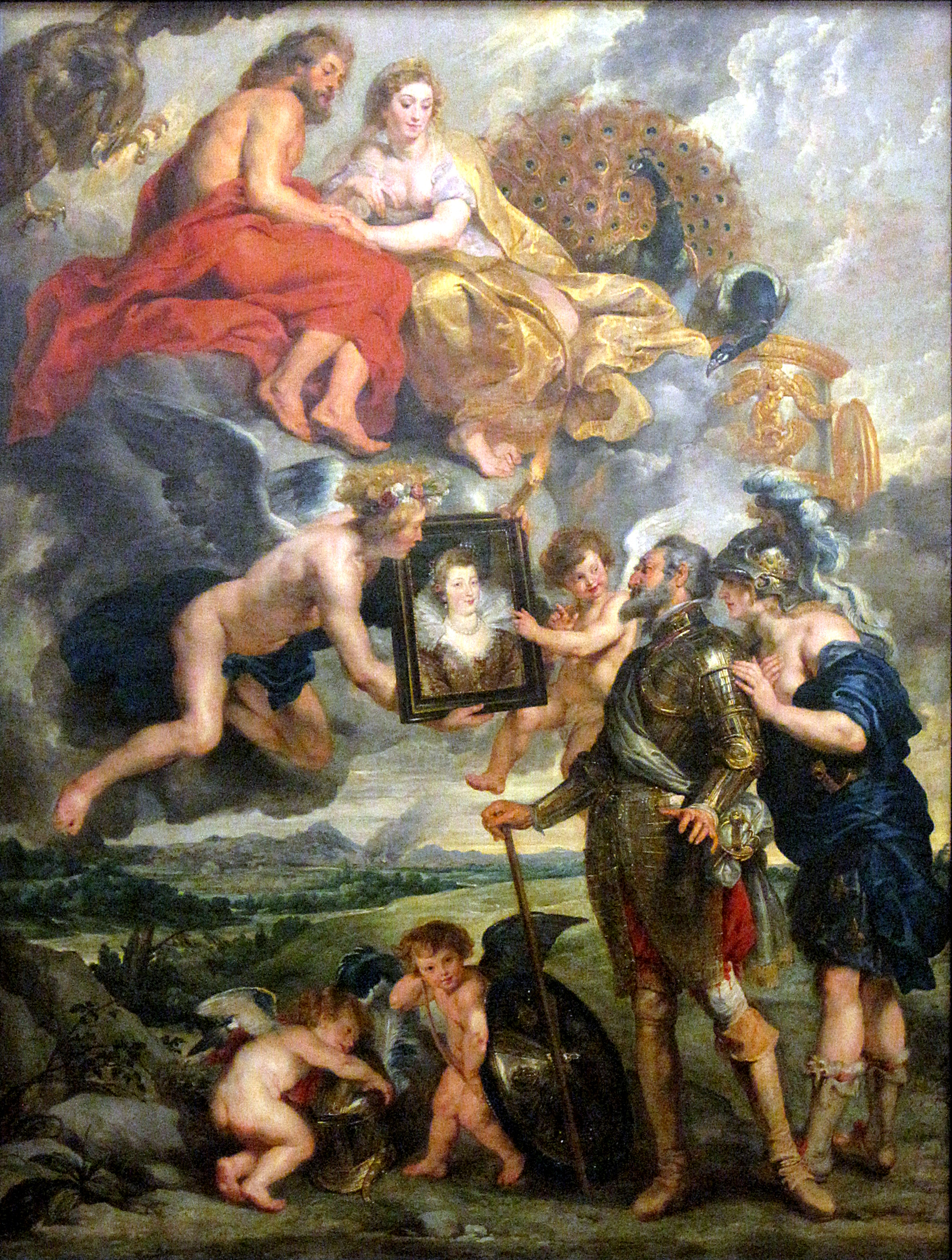
Henri IV reçoit le portrait de la reine et se laisse désarmer par l'amour
, huile sur toile.

Chronologiquement, le tableau suivant est celui dénommé Henri IV recevant le portrait de la reine ou bien encore Henri IV reçoit le portrait de la reine et se laisse désarmer par l'amour.
Pour pleinement apprécier ce tableau et la collection dans son ensemble, il faut se rappeler que cette peinture a été réalisée à l'aube de la monarchie absolue et, à ce titre, la royauté était considérée comme se situant au-dessus de l'existence corporelle. Ainsi, dès la naissance, Marie aurait mené une vie plus ornementale que mortelle.
Comme Tamino dans La Flûte Enchantée, Henri IV est tombé amoureux d'une image peinte. Avec Cupidon comme escorte, Hyménée, dieu du mariage, montre une peinture de Marie Médicis à son futur roi et mari. Pendant ce temps, Jupiter et Junon sont assis sur des nuages regardant Henri en contrebas, donnant au spectateur l'exemple de l'harmonie conjugale et montrant ainsi leur approbation pour le mariage. La France est personnifiée dans le personnage portant un casque situé derrière Henri et qui semble partager son admiration pour la future souveraine. Rubens avait une façon très polyvalente de représenter la France. Dans ce tableau, la France prend le rôle d'un androgyne, femme et homme à la fois. Les gestes intimes du personnage incarnant la France peut suggérer un rapprochement entre Henri IV et son pays. La façon dont ce personnage est habillé révèle son aspect féminin. Cependant, la moitié inférieure du personnage, et plus particulièrement ses bottes, est la marque de la masculinité. Ce personnage montre que les dieux ne sont pas les seuls à approuver la rencontre, le roi ayant aussi les bons vœux de son peuple.
Lors de la négociation du mariage entre Marie de Médicis et Henri IV, ils s'échangèrent un certain nombre de portraits. Le roi était satisfait de l'apparence de sa promise, et lorsqu'ils se rencontrèrent, le Roi fut encore plus impressionné qu'avec ses portraits. Cette union était largement approuvée, notamment par le pape et de nombreux nobles florentins puissants qui ont défendu ce mariage et avaient œuvré à convaincre le roi des avantages d'une telle union. Le couple fut marié par procuration le 5 octobre 1600.

### Le Mariage par procuration de Marie de Médicis et d'Henri IV

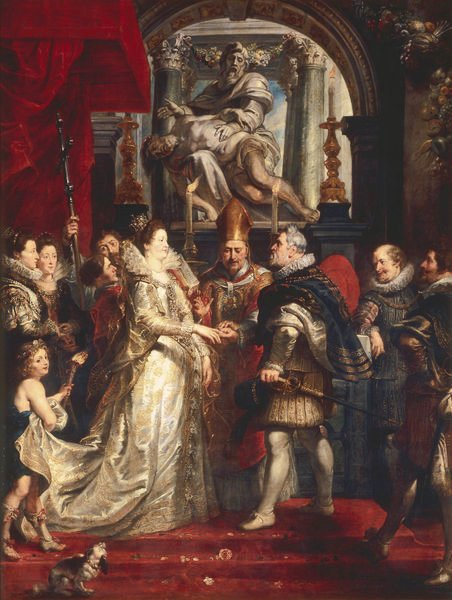
Le Mariage par procuration de Marie de Médicis et d'Henri IV
, huile sur toile.

Dans Les Épousailles de la reine ou La Réception de l'anneau, dit encore Le Mariage par procuration de Marie de Médicis et d'Henri IV, Rubens décrit la cérémonie de mariage de la princesse florentine Marie de Médicis avec le roi de France Henri IV qui se tint dans la cathédrale de Florence le 5 octobre 1600. 
Le cardinal Pietro Aldobrandini présidait la cérémonie, mais comme Henri IV était trop occupé pour assister à son propre mariage, l'oncle de la mariée, le grand-duc de Toscane, Ferdinand Ier prit sa place et c'est lui qui, sur le tableau, glisse une bague au doigt de sa nièce. 
Tous les personnages environnants sont identifiables, dont Rubens lui-même. Bien qu'il ait été présent lors de l'événement vingt ans plus tôt, en tant que membre de la famille Gonzague lors de ses voyages en Italie, Rubens semble jeune et se tient derrière la mariée, tenant une croix. Il est hautement improbable que Rubens ait eu une place aussi marquante lors du mariage lui-même. Les autres personnalités assistant à la cérémonie sont Christine de Lorraine, Grande Duchesse de Toscane, Éléonore, Duchesse de Mantoue sœur de Marie et, autour du Grand Duc on distingue Roger de Bellegarde, le Grand écuyer de France, et le marquis de Sillery qui conclut le mariage. 
Comme dans d'autres scènes du Cycle de Médicis, Rubens a inclus des éléments mythologiques : le dieu du mariage, Hyménée portant une couronne de roses, tient la traîne de la mariée dans une main et le flambeau nuptial dans l'autre. La scène se déroule devant une statue de marbre représentant Dieu le Père portant le deuil sur le cadavre du Christ, en faisant allusion à la Pietà, la sculpture de Baccio Bandinelli (1493–1560).

### Le Débarquement de la reine à Marseille

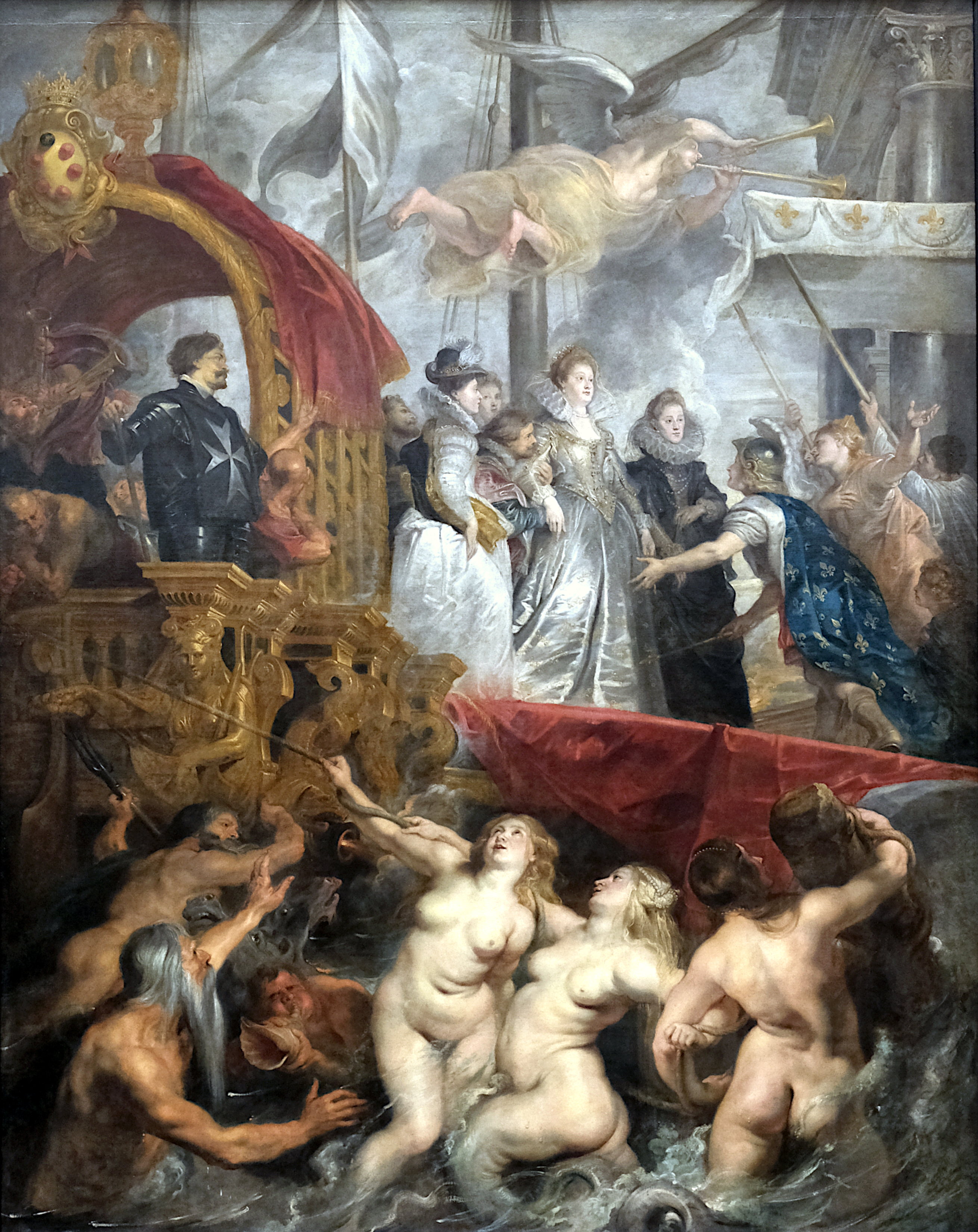
Le Débarquement de la reine à Marseille, le 3 novembre 1600
, huile sur toile.

Rubens a peint Le Débarquement de la reine à Marseille pour illustrer l'arrivée de Marie de Médicis dans la cité phocéenne après son mariage avec Henri IV à Florence. 
Rubens a réussi dans ce tableau à faire de quelque chose d'ordinaire un événement magnifique et sans précédent. Marie de Médicis était accompagnée par la grande-duchesse de Toscane et par sa sœur, la duchesse de Mantoue. Elles sont accueillies les bras ouverts par un personnage qui symbolise la France comme en témoignent les fleurs de lys en or sur sa cape royale bleue. Marie de Médicis est entourée de sa sœur et de sa tante tandis que la Renommée fait sonner deux trompettes pour les accueillir. Sous le navire amenant Marie de Médicis, Neptune, le dieu des mers, surgit des eaux après l'avoir accompagnée tout au long du voyage afin de s'assurer de son arrivée à bon port à Marseille

« Il [Rubens] entourait [Marie de Médicis] d'une telle richesse d'accessoires que, à chaque instant, elle était presque reléguée au second plan.
Considérons, par exemple, Le débarquement à Marseille, où tout le monde n'a d'yeux que pour les naïades voluptueuses, au détriment de la reine qui est reçue à bras ouverts par la France. »

### La Rencontre du roi et de la reine à Lyon

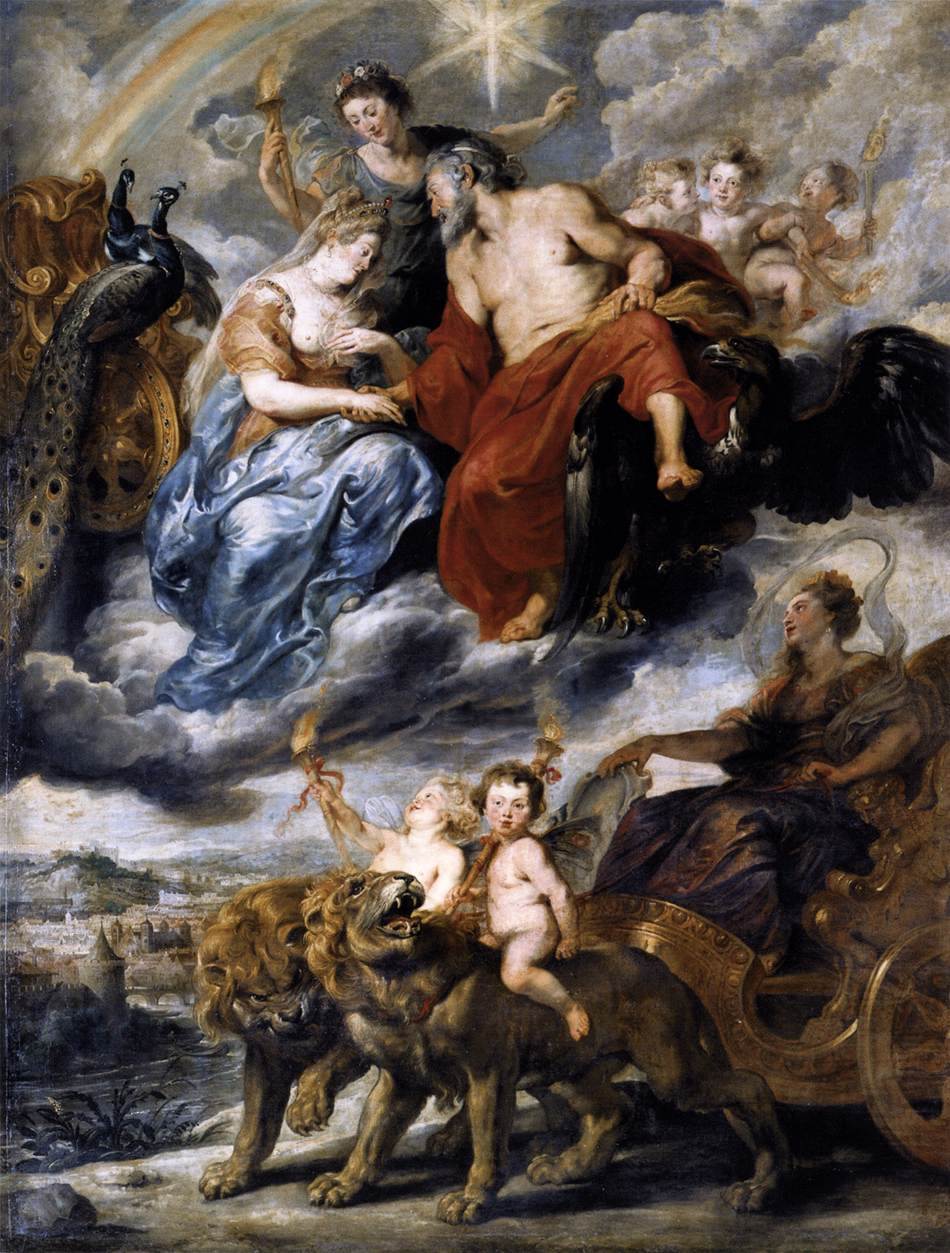
La Rencontre du roi et de la reine à Lyon
, huile sur toile.

Le tableau intitulé L'Arrivée de la reine à Lyon, ou La Rencontre du roi et de la reine, le 9 décembre 1600, décrit la première rencontre entre Marie de Médicis et Henri IV qui se déroule juste après leur mariage par procuration. Une esquisse se trouve au musée de l'Ermitage.
La moitié supérieure du tableau représente Marie de Médicis et Henri IV tels les dieux romains Junon et Jupiter, accompagnés de leurs attributs traditionnels. Marie est incarnée par Junon, équivalent de Héra dans la mythologie grecque et caractérisée par les paons et le char. Henri est quant à lui représenté sous la forme de Jupiter  équivalent de Zeus dans la mythologie grecque, avec ses symboles, l'aigle et le trait de foudre dans sa main. Tous deux se serrent la main droite, signe traditionnel de l'union conjugale. Ils sont habillés dans un style classique qui est naturellement adapté à la scène. Au-dessus d'eux se tient Hyménée, le dieu du mariage, qui les unit. Un arc en ciel s'étend depuis le coin gauche, symbole de la concorde et de la paix. 
La moitié inférieure du tableau est dominée par l'image des lions (jeu de mots avec le nom de la ville de Lyon). De gauche à droite, on voit un paysage urbain dominé par une unique colline. Les lions tirent le char qui est la figure allégorique de la ville de Lyon elle-même avec le sommet de ses remparts. Rubens devait être très prudent dans sa représentation de la première rencontre du couple car Henri IV était prétendument très impliqué dans sa relation avec sa maîtresse au moment du mariage. En fait, en raison d'autres engagements du roi, la rencontre dut être retardée et Marie de Médicis a dû attendre jusqu'à minuit pendant près d'une semaine avant qu'Henri rejoigne enfin son épouse. En le présentant comme Jupiter, Rubens met en avant la promiscuité de l'homme avec le divin et, dans le même temps, en plaçant roi et la reine ensemble, il illustre bien le statut supérieur du couple.

### La Naissance du dauphin à Fontainebleau

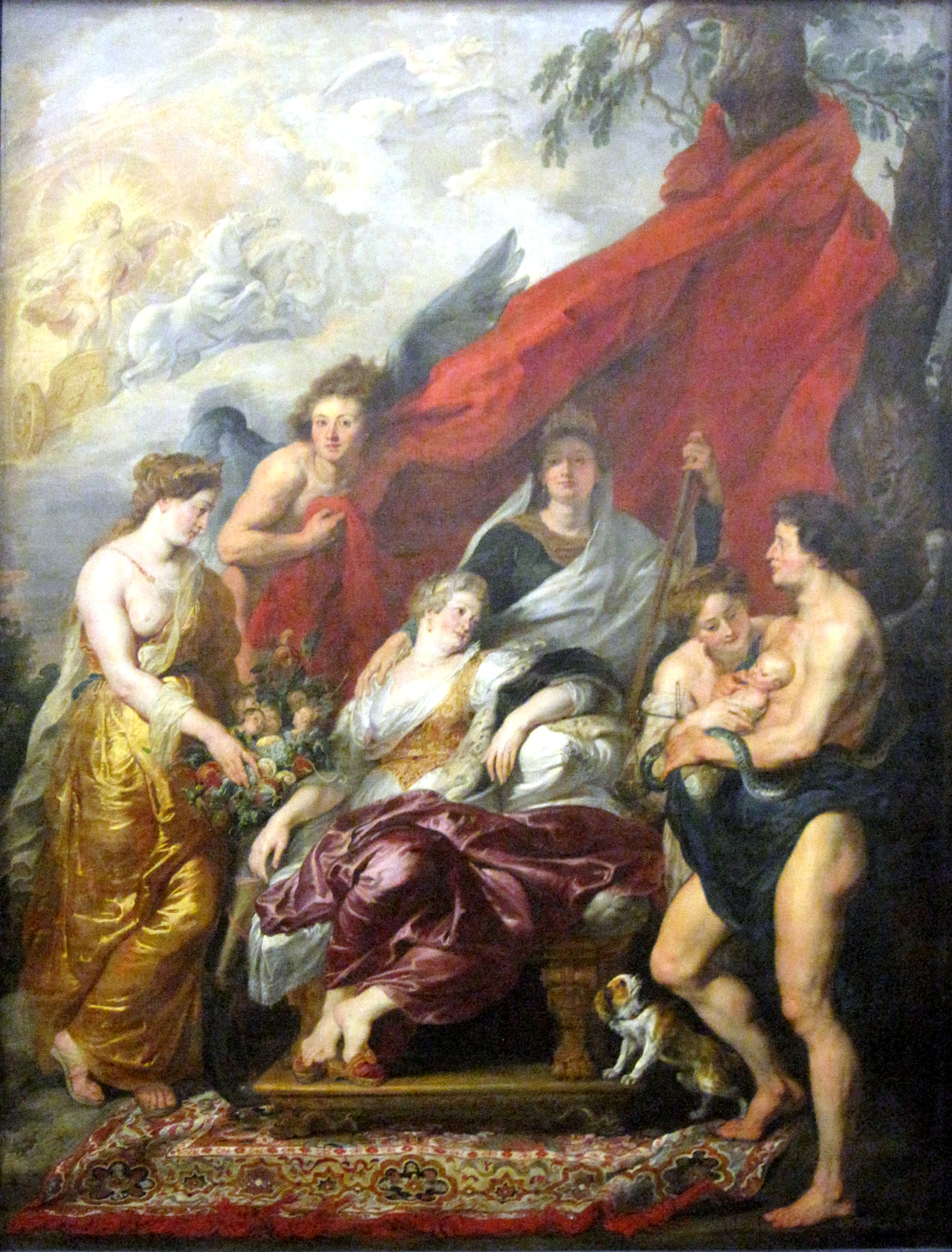
La Naissance du dauphin à Fontainebleau
, huile sur toile.

Ce tableau représente la Naissance du dauphin, premier enfant de Marie de Médicis et futur Louis XIII, à Fontainebleau, le 27 septembre 1601. 
Rubens a conçu la scène autour du thème de la paix politique. La naissance du premier héritier mâle apporte un sentiment de sécurité à la famille royale car, à cette époque, le fait d'avoir un héritier était de la plus haute importance surtout si Henri IV voulait montrer sa virilité et mettre un terme aux doutes sur la capacité du Roi à donner un fils à son royaume.
La légèreté des mœurs d'Henri IV rendait difficile la venue d'un héritier légitime, et selon certaines rumeurs, il aurait été demandé à des artistes de la Cour de remédier à cette image afin de convaincre le pays que le Roi n'avait aucun problème pour avoir un enfant. L'un des moyens employé fut de personnifier Marie de Médicis en Junon ou Minerve, ce qui faisait d'Henri IV l'incarnation de Jupiter (celui-ci étant le frère et l'époux de Junon), le roi était perçu comme apprivoisé par le mariage tout en pouvant bénéficier des prouesses militaires associées à la symbolique de la déesse Minerve.
Rubens a inclus un chien dans son tableau, faisant ainsi allusion à la fidélité dans le mariage. Outre l'idée de la paix politique, il a également incorporé à son œuvre une représentation de la Justice, en la personne de la déesse Astrée dont le retour sur terre est le symbole de l'incarnation de la Justice qui se perpétue avec la naissance du futur roi. Louis est nourri par Thémis, déesse de l'ordre divin, en référence au droit de naissance de Louis XIII à devenir Roi un jour. Le nourrisson est proche d'un serpent qui est le symbole de la Santé. Rubens a également intégré une corne d'abondance, allégorie traditionnelle de la prospérité, dans laquelle on aperçoit la tête des enfants à naître de Marie de Médicis parmi les fruits. Alors que Marie regarde son fils avec adoration, la déesse de la fécondité tient la corne d'abondance dans ses bras, symbole de la famille accomplie et généreuse à venir.

### La Remise de la régence à la reine

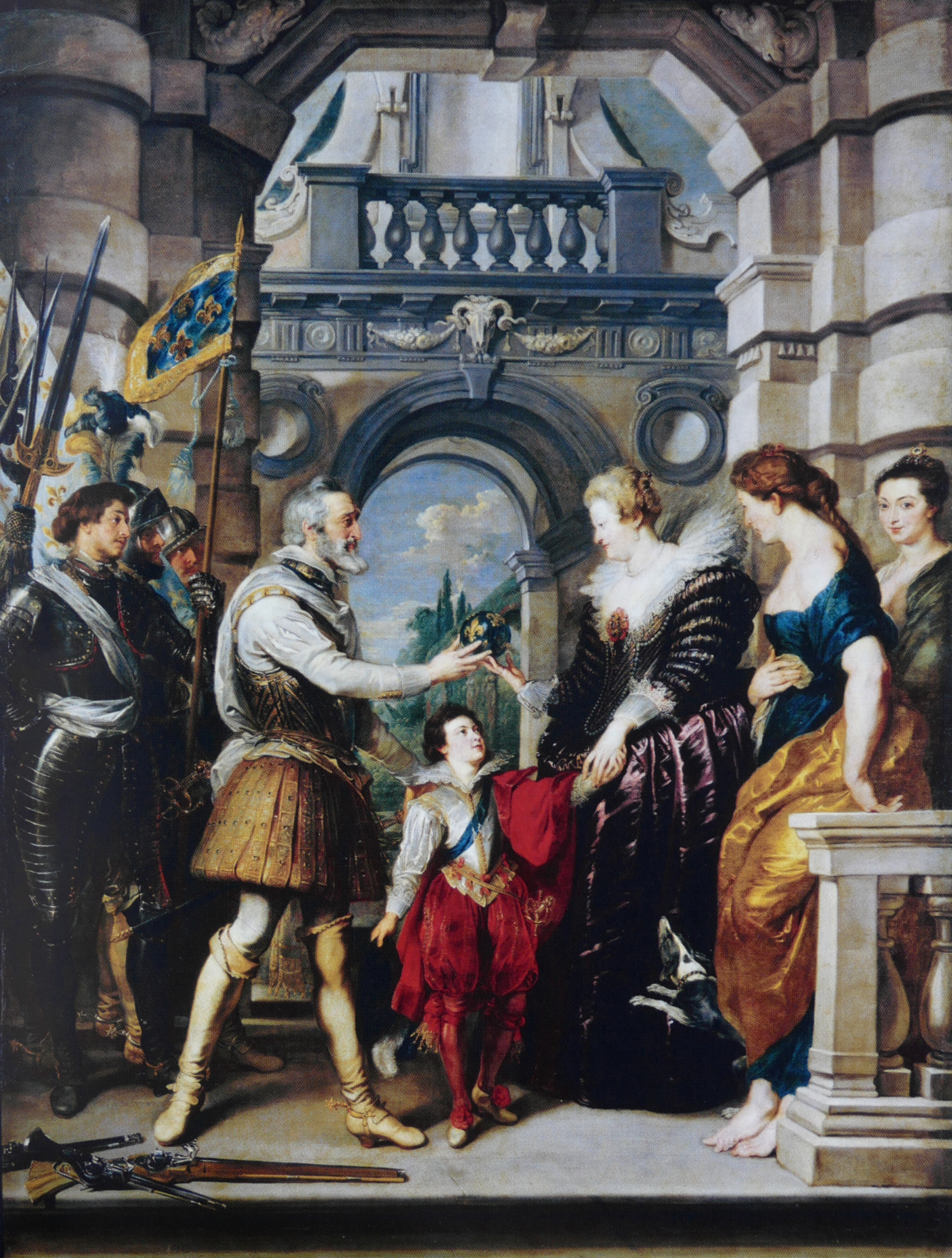
La Remise de la régence à la reine
, huile sur toile

Le tableau suivant du Cycle s'intitule Les Préparatifs du roi pour la guerre d'Allemagne, ou La Remise de la régence à la reine, le 20 mars 1610.
Dans ses représentations de la vie de Marie de Médicis, Rubens devait faire attention à ne pas offenser ni Marie ni le roi Louis XIII quand il dépeignait des évènements controversés. Il devait donc faire preuve de tact et plus d'une fois, il du freiner sa licence artistique pour représenter Marie de Médicis sous son meilleur jour. Dans La Remise de la régence à la Reine, Henri IV confie à Marie de Médicis à la fois la régence de la France mais aussi la prise en charge du dauphin, le futur Louis XIII, avant qu'il ne parte en campagne, avec le risque toujours présent en temps de guerre de ne pas revenir vivant. 
Dans le style de la peinture architecturale italienne, Rubens a représenté la déesse romaine de la Sagesse et de la Prudence, Athéna, à droite de Marie de Médicis, mais en la dépouillant de son serpent emblématique afin de faire oublier les rumeurs sur la participation de Marie de Médicis dans l'assassinat du roi. Il faut également savoir que Rubens avait initialement peint Trois Parques derrière le roi, symbole de son destin, de la guerre et la mort. Mais il a finalement été contraint de retirer ces figures mythiques pour les remplacer par trois soldats.
Dans ce tableau, on peut également noter la première apparition du globe comme symbole de l'autorité et du pouvoir de l'État. Cette image particulière semble avoir une certaine importance dans les œuvres réalisées par Rubens puisqu'elle apparaît dans six des vingt-quatre tableaux du cycle. Le globe fait allusion à l'orbis terrarum romain (le globe terrestre) qui représentait à la fois la puissance et le territoire de l'empereur romain, et il apparaît dans le tableau de Rubens comme une subtile affirmation de ce que la monarchie française se réclamait de la couronne impériale.
Alors que Rubens avait certainement conscience de la signification intrinsèque de ce globe qu'il employait à dessein, il semble que Marie de Médicis et ses conseillers y aient surtout vu un moyen d'ajouter une majesté allégorique et politique aux évènements entourant sa régence.

### Le Couronnement de la reine à l'abbaye de Saint-Denis

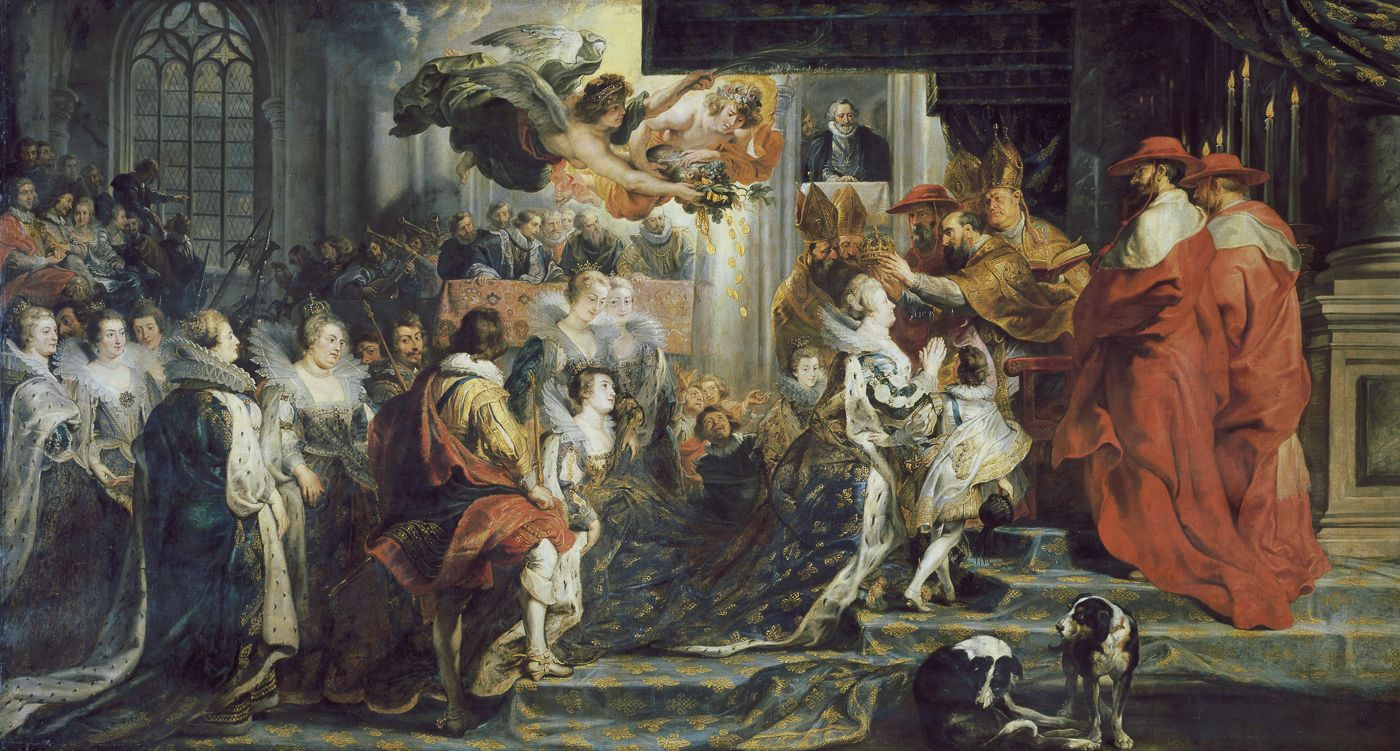
Le Couronnement de la reine à l'abbaye de Saint-Denis
, huile sur toile.

Le Couronnement de la reine à l'abbaye de Saint-Denis est l'un des tableaux du Cycle qui ne contient aucun personnage mythologique. Premier grand tableau situé au fond de la galerie, c'est l'une des deux œuvres les plus visibles lorsque l'on pénétrait dans la galerie. Rubens a réalisé ce tableau en utilisant des tonalités rouges afin qu'il soit visible de loin, par exemple pour les robes des deux cardinaux à droite. Cette technique est assez similaire avec celle employée dans un autre tableau, L'Apothéose d'Henri IV et la proclamation de la régence de la reine.
Cette œuvre représente un évènement historique dans la vie de Marie de Médicis au cours duquel, le 13 mai 1610, la reine fut couronnée à la basilique Saint-Denis.
Considéré comme l'un des tableaux majeurs de la série avec L'Apothéose d'Henri IV et la proclamation de la régence de la reine, ces deux scènes montrent Marie de Médicis recevant la couronne royale, le Globe de l'État. Elle est conduite à l'autel par les cardinaux Pierre de Gondi et François d'Escoubleau de Sourdis, avec à leurs côtés messieurs Maximilien de Béthune et Gilles de Courtenvaux de Souvré, la cérémonie étant présidée par le cardinal de Joyeuse.
Dans l'entourage royal se trouvent également le Dauphin, le prince de Conti avec la couronne, le duc de Ventadour qui porte le sceptre et le chevalier de Vendôme avec la Main de justice. Les dames d'honneur de Marie de Médicis, la princesse de Conti et la duchesse de Montpensier (mère de Marie de Bourbon-Montpensier, la future épouse de Gaston de France, le troisième fils d'Henri IV et Marie de Médicis), portent la traîne du manteau royal. Henri IV se situe quant à lui au-dessus de la tribune, comme s'il jugeait l'événement.
La foule située au fond de la basilique lève les mains pour acclamer la nouvelle reine, alors qu'au-dessus de Marie de Médicis, se trouvent les personnifications de la Victoire et de l'Abondance versant sur la tête de la reine les bienfaits de la paix et de la prospérité. En outre, alors que les chiens de Marie de Médicis sont placés au premier plan du tableau, son époux Henri IV n'est pas dans le groupe central mais est placé sur le balcon en arrière-plan.

### L'Apothéose d'Henri IV et la proclamation de la régence

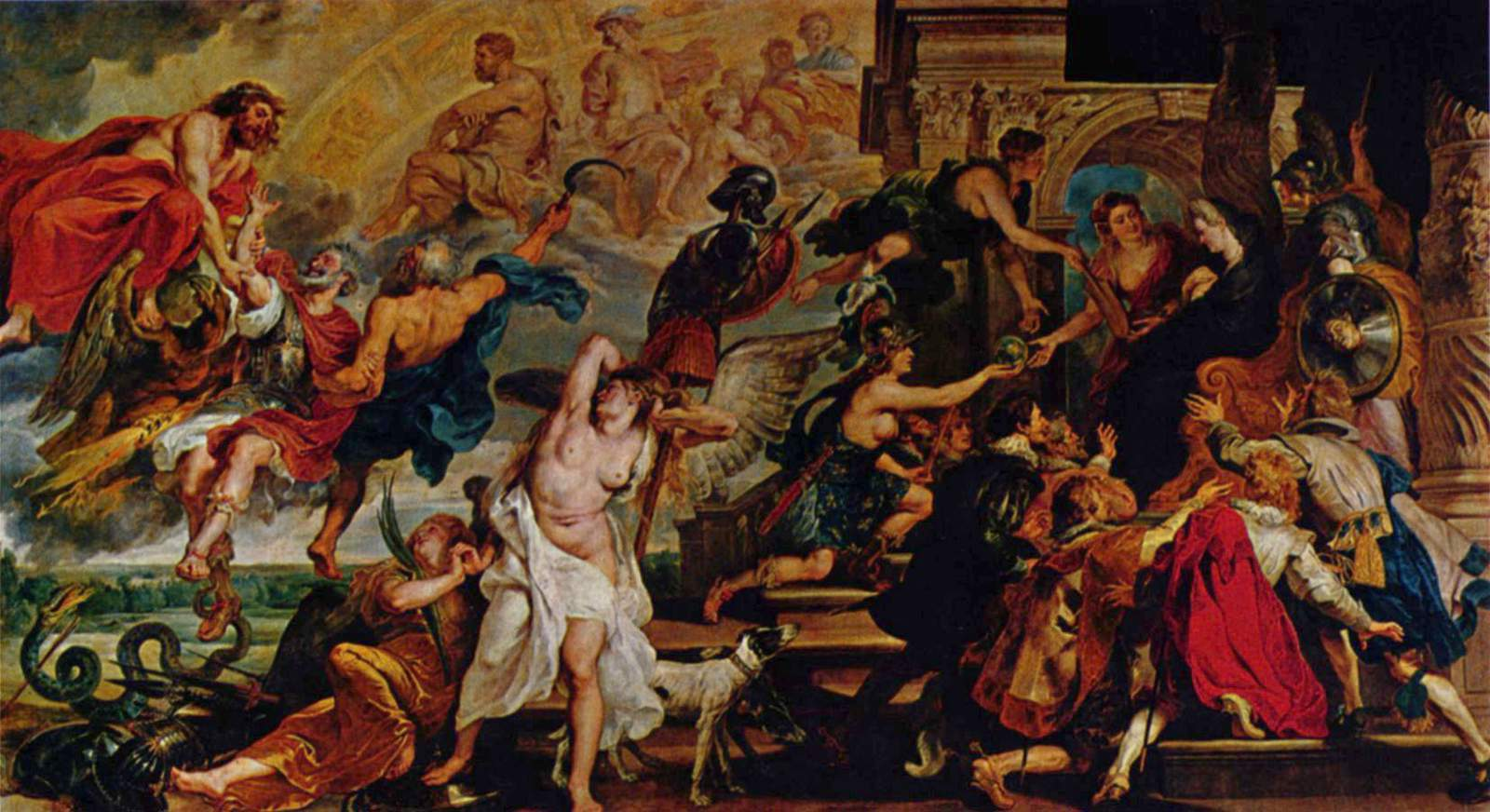
L'Apothéose d'Henri IV et la proclamation de la régence
, huile sur toile.

L'Apothéose d'Henri IV et la proclamation de la régence de la reine, ou encore La Mort d'Henri IV et la proclamation de la régence faisait initialement partie d'une série de trois tableaux que Rubens avait réalisés pour le Cycle de Marie de Médicis. Les deux autres, de taille identique, ornaient les salles du palais du Luxembourg. On en connait deux esquisses, à la Alte Pinakothek et à l'Ermitage.
Le tableau est divisé en deux scènes distinctes, mais connexes : l'élévation de Henri IV vers le ciel (il avait été assassiné le 14 mai 1610 ce qui a abouti à la proclamation immédiate de Marie en tant que régente) et l'accession de Marie de Médicis à la couronne.
Sur la gauche, Jupiter et Saturne accueillent le roi de France qui a été assassiné le lendemain du couronnement officiel de la reine à Saint-Denis. Il est représenté comme un empereur romain divinisé s'élevant vers le mont Olympe, tandis qu'un serpent symbolisant son assassin agonise au sol. Comme dans toutes les peintures allégoriques de Rubens, le choix de ces deux personnages a un sens symbolique. Jupiter est l'équivalent céleste du roi, tandis que Saturne, qui représente le temps fini, représente la fin de l'existence mortelle de Henri IV. Il est accueilli au ciel par Mercure et Hercule, dont l'image avait été récupérée par les Bourbons.
Le thème développé dans ce tableau a été repris par de nombreux grands maîtres qui se sont inspirés du personnage tourmenté de Bellone, la déesse de la guerre, que Rubens a représentée désarmée et qui fut maintes fois copiée par le peintre post-impressionniste, Paul Cézanne (1839-1906) ou bien encore Eugène Delacroix qui s'en imprégna pour sa Liberté guidant le peuple.

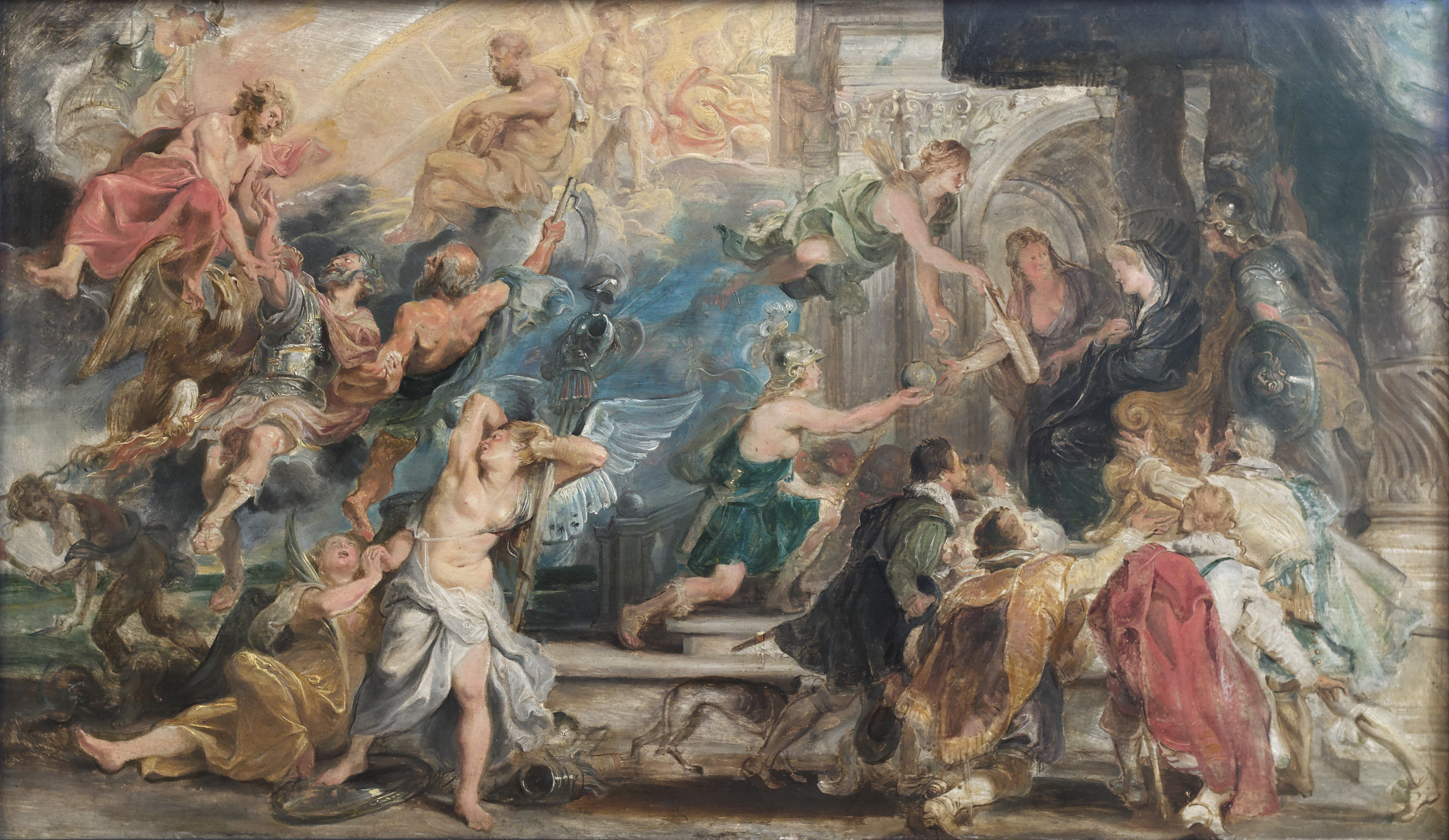
Version exposée à la Alte Pinakothek de Munich

La partie droite du tableau montre l'accession au pouvoir de la nouvelle reine qui est vêtue de vêtements sombres, symbole de son statut de veuve. Elle est encadrée par un arc de triomphe et entourée par les gens de la Cour ainsi que par la personnification de la France qui lui tendent le globe royal. La reine accepte l'Orbe, symbole du gouvernement, tandis que le public s'agenouille devant elle, ce qui est sans aucun doute exagéré par rapport à la réalité des faits. Rubens insiste sur l'idée que la Régence aurait été offerte à la reine, alors que c'est plutôt elle qui l'a revendiquée le jour même où son mari a été assassiné.
Il semble que pour la réalisation de cette partie droite du tableau Rubens ait pu s'inspirer de l'œuvre du Caravage, La Madone du rosaire. En effet, on retrouve dans les deux tableaux des piliers sous un dais, des tissus luxuriants, des personnages aux bras tendus mais aussi des objets tels qu'un gouvernail, un globe terrestre ou des chapelets. Par ailleurs, les deux tableaux contiennent des personnages allégoriques : Minerve, la Prudence, la Divine Providence et la France chez Rubens, Saint Dominique, Saint Pierre le martyre et deux moines dominicains chez Le Caravage.

### Le Conseil des Dieux

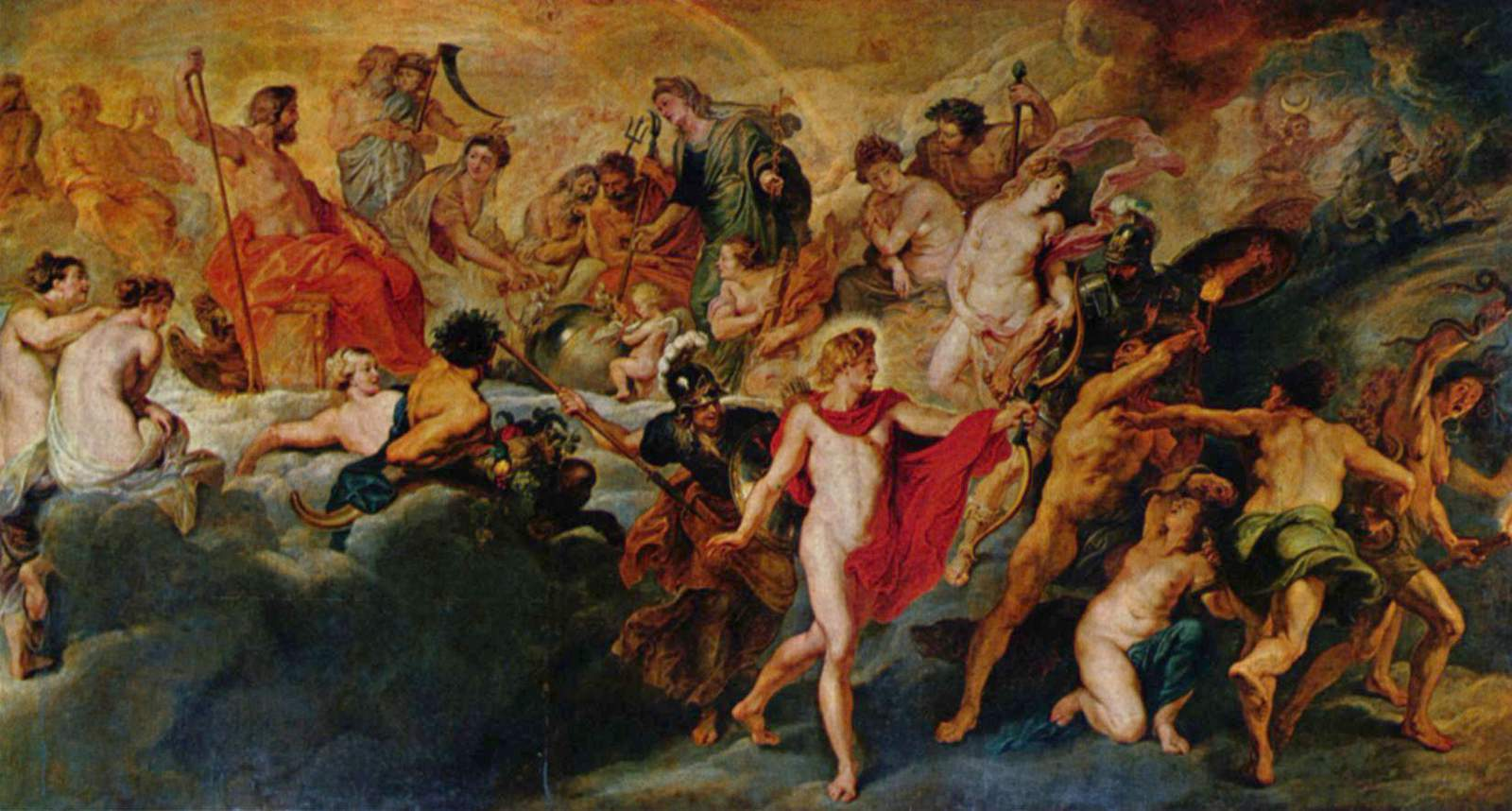
Le Conseil des Dieux
, huile sur toile.

Le Conseil des Dieux, également appelé Le Concert des dieux pour les mariages réciproques de la France et de l'Espagne ou bien autrefois Le Gouvernement de la reine, est un tableau commémorant la prise du pouvoir par Marie de Médicis en tant que nouvelle régente, et sa volonté de promouvoir la paix en Europe par le biais de mariages entre les maisons royales.
Ce tableau représente la conduite de la reine et le grand soin avec lequel elle dirige son royaume pendant sa régence, notamment la manière dont elle surmonta les révoltes et les troubles politiques de l'État, dans la continuité des idéaux de son défunt époux, Henri IV.
À gauche, Jupiter et Junon, déesse du mariage, représentent l'amour et la paix en Europe par l'alliance de la France et de l'Espagne, que symbolisent deux couples de colombes posées sur le globe du monde et reliées entre elles. En effet, Marie de Médicis espérait que son fils, Louis XIII, épouse l'infante d'Espagne Anne d'Autriche et que sa fille Elizabeth se marie au futur roi d'Espagne, Philippe IV, afin de sceller l'alliance entre la France et l'Espagne qui fut l'un des principaux objectifs du règne de Marie de Médicis.
Par ailleurs, le tableau renferme une grande variété de personnages mythologiques, notamment des dieux de l'Olympe tels que, au devant et par terre, Apollon et Minerve chassant les Vices (la haine, la fureur et l'envie) et, au-dessus, Neptune, Pluton, Saturne, Hermès et son caducée, Pan, Flore, Hébé, Vénus qui retient Mars le dieu de la guerre qui veut secourir les Furies, Zeus, Héra, Cupidon et Diane avec son faisceau de flèches.

### La Prise de Juliers

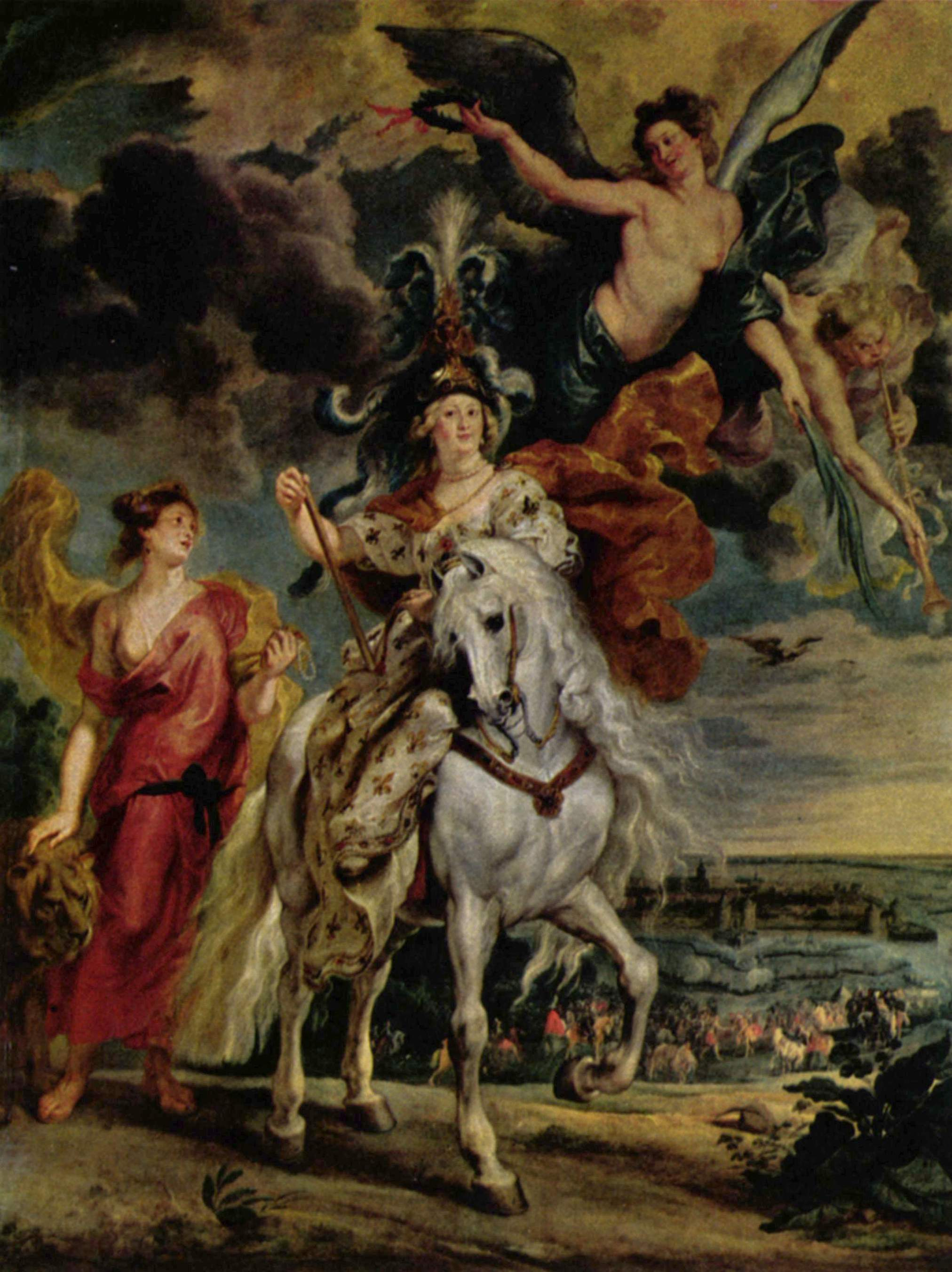
La Prise de Juliers
, huile sur toile.

La Prise de Juliers, au terme de laquelle  la ville de Juliers en Allemagne est rendue aux princes allemands protestants le 1er septembre 1610. Cette ville étant un point de passage pour traverser la Rour, elle était d'une importance stratégique pour la France.
Rubens a représenté cette victoire française au travers d'une scène riche en symboles qui suggèrent la grandeur de cet évènement glorieux, et lui donnent plus d'éclat qu'il n'en eut en réalité.
La reine, coiffée de son casque et munie de son bâton de chef à la main, est couronnée de feuilles de laurier par la Victoire, victoire qui est également symbolisée par la présence, à l'arrière-plan, d'une aigle impériale qui fait fuir les oiseaux les plus faibles. Sur la droite, dans le ciel, un personnage incarnant la Renommée annonçant ce haut fait à l'aide de sa trompette.

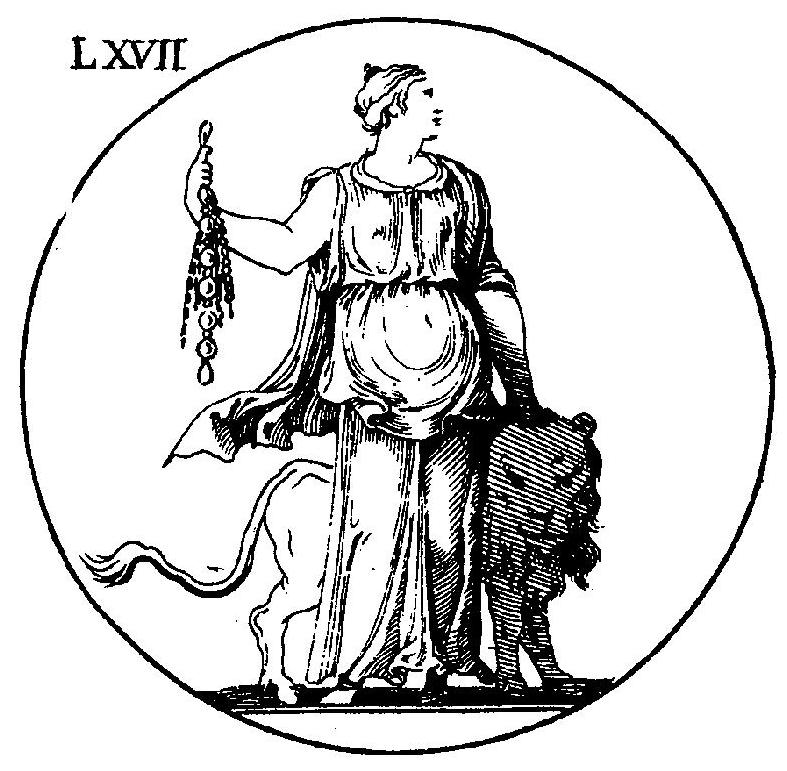
La Générosité selon Cesare Ripa.

La reine est accompagnée d'un personnage féminin que l'on pourrait croire être l'image de la Force, du fait de la présence d'un lion à ses côtés, mais qui est en fait l'incarnation de la Générosité ou de la Magnanimité, comme le révèlent les objets précieux qu'elle tient dans sa paume, dont un précieux collier de perles appartenant à la Reine. La figure suit en effet exactement la description que fait Cesare Ripa de la Générosité.
Rubens joue sur le contraste entre, à l'arrière-plan, la reddition de Juliers peinte dans des tons sombres et, au devant de la scène, une Marie de Médicis ornée d'un manteau flamboyant et montée sur un étalon blanc pour démontrer que, comme le  défunt roi Henri IV, elle pouvait triompher de ses rivaux en temps de guerre.

### L'Échange des deux princesses de France et d'Espagne

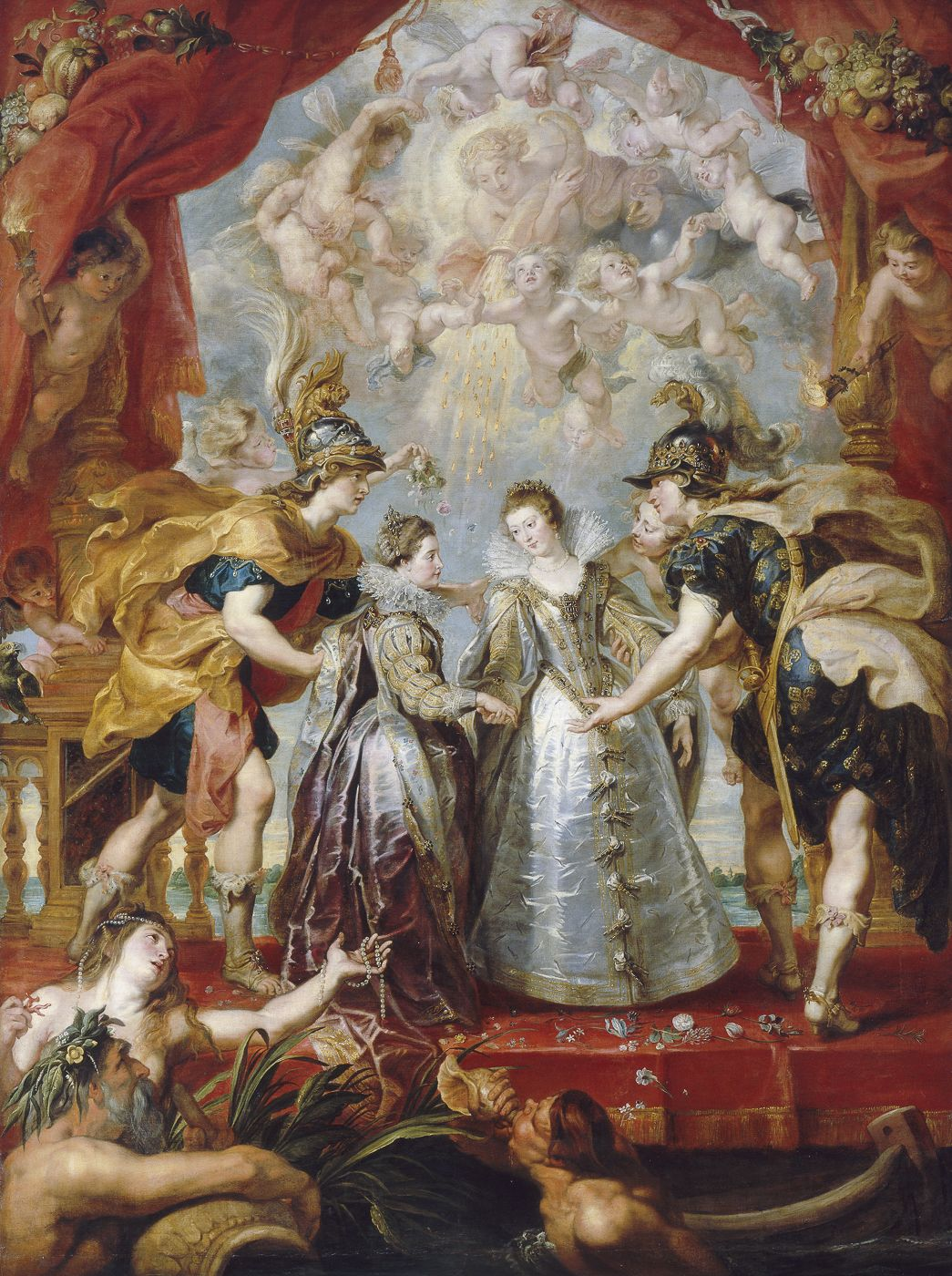
L'Échange des deux princesses de France et d'Espagne
, huile sur toile.

Ce tableau, dont le nom complet est L'Échange des deux princesses de France et d'Espagne sur la Bidassoa à Hendaye célèbre le double mariage d'Anne d'Autriche, fille de Philippe III d'Espagne (à droite) avec Louis XIII, et celui de la sœur du dauphin, Élisabeth de Bourbon (à gauche), avec le futur roi d'Espagne Philippe IV. L'évènement, qui devait sceller la paix entre la France et l'Espagne, se déroula le 9 novembre 1615 à Hendaye, sur une barge située entre les berges du fleuve Bidassoa, le long de la frontière franco-espagnole.
Les personnages allégoriques de l'Espagne (à gauche), reconnaissable par le lion figurant sur son casque, et de la France (à droite), dont la cape porte la fleur de lys, encadrent les deux jeunes princesses qui se tiennent avec leurs mains droites jointes. Au-dessus d'elles, à gauche et à droite, deux putti brandissent des torches alors que Zéphyr, incarnation du vent, souffle une brise chaude de printemps et disperse des roses. Dans les airs, au centre, un cercle de joyeux putti virevolte, tels des papillons, autour d'une incarnation de la Félicité avec la caducée et dont la corne d'abondance déverse de l'or sur les futures reines.
Dans la partie basse du tableau, le fleuve Andaye est rempli de divinités marines venues rendre hommage aux épouses : le dieu fleuve Andaye appuyé sur un tonneau, une Néréide couronnée de perles offre un collier de perles et de corail comme cadeaux de mariage, tandis qu'un Triton souffle dans une conque pour annoncer l'événement. 
Il faut souligner, enfin, que Marie de Médicis est absente de ce tableau, contrairement à tous ceux du Cycle dédiés à son histoire.

### La Félicité de la régence

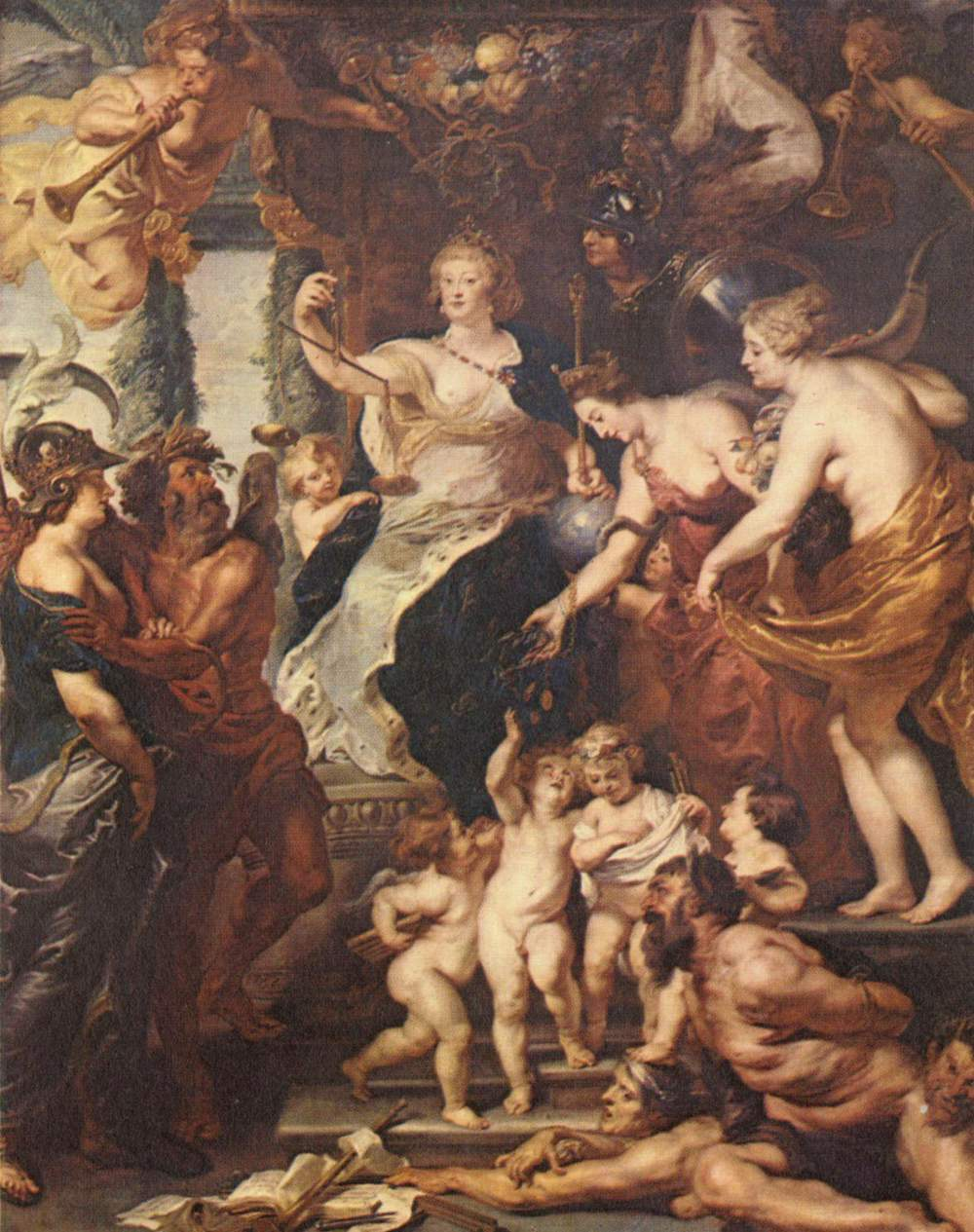
La Félicité de la régence
, huile sur toile.

Ce tableau est particulier dans le cycle de Marie de Médicis en ce qu'il se distingue par son caractère unique dans l'exécution. Alors que les autres peintures ont été réalisées à l'atelier de Rubens à Anvers, La Félicité de la Régence a été conçu et entièrement peint par Rubens sur place pour remplacer un autre, beaucoup plus controversé, qui représente l'expulsion de Marie de Médicis par son fils en 1617, intitulé la retraite de la reine de Paris à Blois. Achevé en 1625, c'est le dernier tableau du cycle réalisé par Rubens.
Dans cette œuvre, Marie de Médicis est représentée de façon allégorique comme la personnification de la Justice. Elle est entourée d'un cortège de personnages ou dieux du panthéon grec et romain, tels que Cupidon, Minerve, la Prudence, l'Abondance, Saturne et deux incarnations de Fama. Tous sont représentés avec leurs attributs traditionnels : Cupidon avec sa flèche, Prudence porte un serpent enroulé autour de son bras en signe de sagesse, Abondance porte sa corne d'abondance, Minerve porte son casque et son bouclier, Saturne possède sa faucille et les Fama portent une trompette pour annoncer l'événement. Ces personnifications sont accompagnés à leur tour par plusieurs figures allégoriques sous couvert de quatre putti et trois créatures maléfiques (l'envie, l'ignorance et le vice) ainsi que d'un certain nombre d'autres symboles habituellement employés par Rubens dans tous les tableaux du Cycle.
Bien que ce tableau soit le plus simple de la série, les historiens sont parfois en désaccord  sur sa signification. Plutôt que de considérer Marie comme incarnée en juge, certains prétendent que le véritable sujet du tableau est le « retour à la terre d'Astrée, le principe de la justice divine, à l'âge d'or » . Ils s'appuient sur des notes de Rubens dans lesquels le peintre indiquait que « ce thème ne comporte pas de référence spéciale […] au royaume français ». Une lettre adressée par Rubens à une lettre à Peiresc du 13 mai 1625 semble toutefois mettre un terme à cette controverse :

« Je crois que je vous ai écrit qu'un tableau a été retiré, qui dépeignait le départ de la reine de Paris et que, à sa place, j'en ai réalisé un tout nouveau qui montre l'écoulement du royaume de France, avec le renouveau des sciences et des arts au travers de la libéralité et la splendeur de sa Majesté qui est assise sur un trône brillant et tient une balance dans ses mains, en gardant le monde en équilibre par sa prudence et d'équité. »

Compte tenu de la rapidité avec laquelle Rubens a réalisé cette peinture, son absence de référence spécifique à un âge d'or dans sa lettre, et l'existence de plusieurs représentations contemporaines de Marie de Médicis incarnant la Justice, la plupart des historiens se contentent d'une interprétation allégorique qui est plus conforme à la fois avec le style de Rubens et le reste du Cycle.
Alors que l'on pourrait penser que le tableau original mentionné dans la lettre représentant le départ de Marie de Paris a été rejeté en faveur de La Félicité de la régence en raison du thème moins controversé de ce dernier, Rubens indiquait dans la même lettre :

« Ce sujet, qui ne touche pas spécialement à la raison d’État de ce royaume, ne s’applique individuellement à personne ; il a beaucoup plu, et je crois que si l’on s’était fié entièrement à moi, les autres sujets auraient mieux passé sans scandale ni murmure. »

### La Majorité de Louis XIII

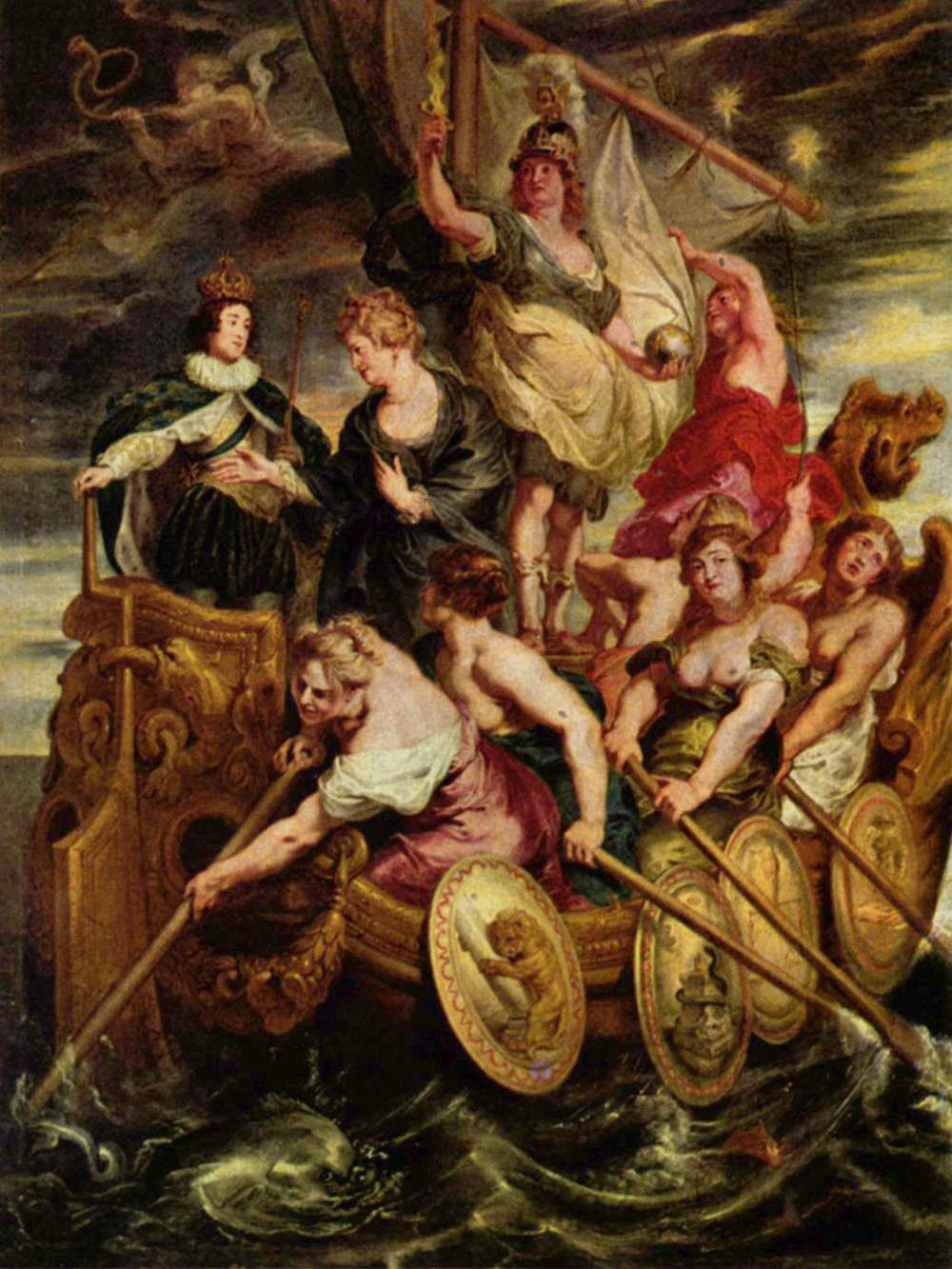
La Majorité de Louis XIII
, huile sur toile.

Ce tableau, intitulé La Majorité de Louis XIII ou bien La reine remet les affaires au roi, représente un évènement historique : la remise du pouvoir par Marie de Médicis à son fils, le roi Louis XIII, le 20 octobre 1614. En effet, après le décès de son époux Henri IV le 14 mai 1610, Marie de Médicis fut régente pendant la jeunesse de son fils jusqu'à ce qu'elle redonne la gouverne à Louis, le nouveau roi de France. 
Dans l'œuvre de Rubens, le navire représente l'État avec Louis XIII à sa tête et mis en mouvement par des rameurs qui peuvent être identifiés chacun par le bouclier emblématique qui pend sur le côté du navire : de gauche à droite, la Force, la Religion, la Concorde et la Justice. Le bateau est orné d'un dragon à l'avant et de dauphins sur la poupe. Louis regarde sa mère, qui s'incline légèrement vers son souverain, pour obtenir ses conseils sur la façon de diriger le navire de l'État. Dans les nuages tumultueux se trouvent deux Renommées, l'une avec un buccin romain et l'autre avec ce qui semble être une trompette. Le personnage qui ajuste la voile semble être la Prudence ou la Tempérance. Au centre, devant le mât, un personnage incarne la France, avec une flamme dans sa main droite, symbole de la fermeté, et l'orbe du gouvernement dans sa main gauche, représentant le globe du pouvoir. 
Ce tableau doit être analysé dans le contexte des relations tendues entre le jeune roi et sa mère. En effet, quelque temps avant son couronnement, Louis XIII et Marie de Médicis avaient eu une querelle ayant conduit à l'exil de la reine. Rubens, qui ne l'ignorait pas, a pourtant choisi d'ignorer ce différend entre Marie et son fils, préférant souligner son sang-froid au moment où elle lui a transféré le pouvoir.

### La Fuite de Blois

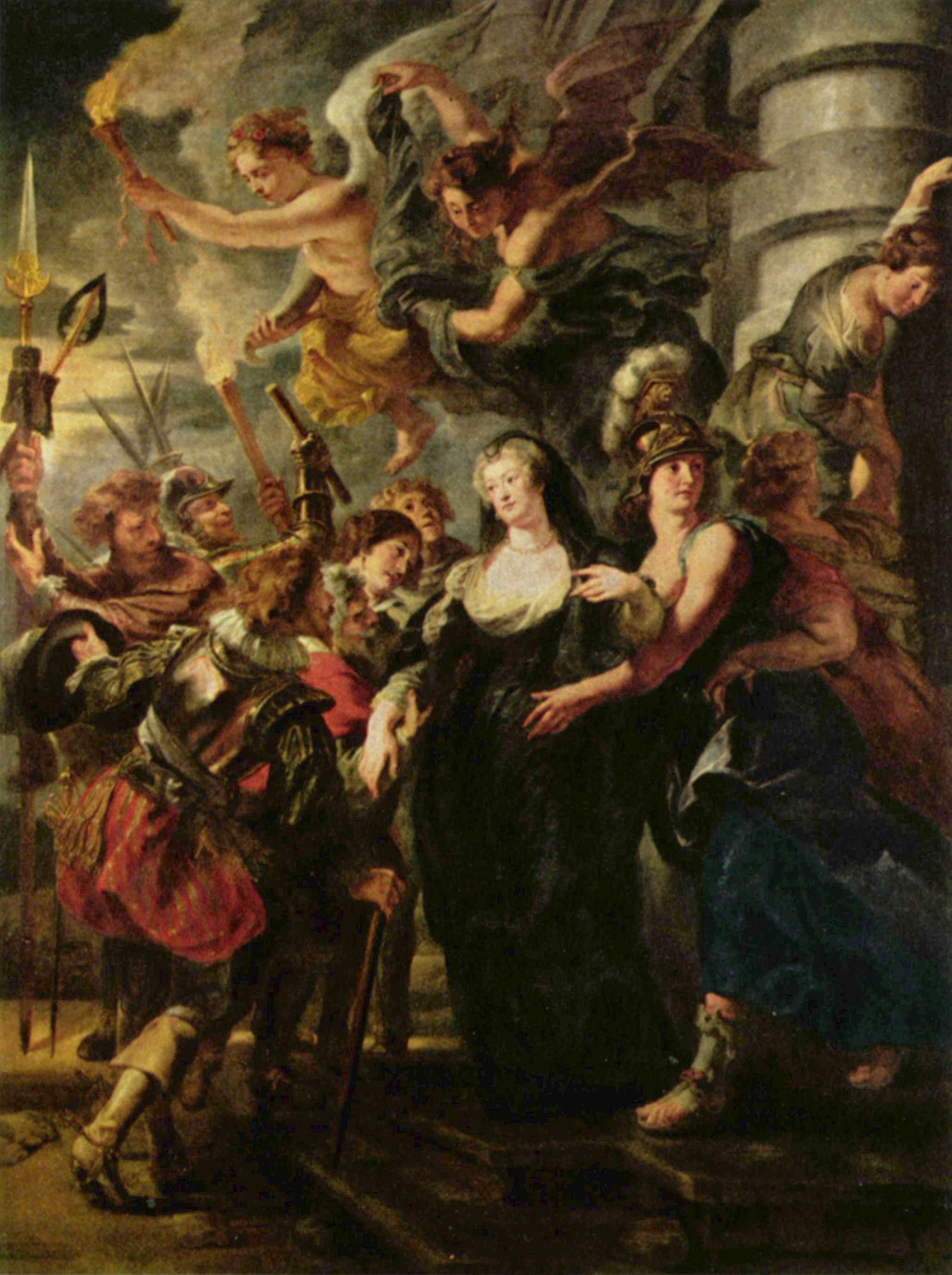
La Fuite de Blois
, huile sur toile.

La Fuite de Blois, également appelée La reine s'enfuit du château de Blois dans la nuit du 21 au 22 février 1619 est un tableau montrant Marie de Médicis s’échappant du château de Blois où, après sa fuite de Paris, elle avait été consignée sur l'ordre de son fils, le roi Louis XIII.
Dans cette œuvre, Rubens représente une Reine digne et faisant preuve de sang-froid dans les moments de désarroi, alors qu'autour d'elle s'amasse une foule chaotique de servantes et de soldats. Marie de Médicis est protégée par une allégorie de la France casquée, et elle est escortée jusqu'à Angoulême par Minerve qui incarne la sagesse et le courage. Dans le ciel, au-dessus d'elle, sont représentés la Nuit et l'Aurore qui situent l'événement dans le temps.
Rubens a dépeint l'événement en lui donnant une nature plutôt héroïque au lieu de représenter des éléments exacts et réalistes. Par exemple, on peut noter que Marie de Médicis n'exprime aucune des souffrances qu'elle a traversées pendant sa fuite. Selon les documents historiques relatifs à l'évasion de la Reine, ce tableau n'est pas le reflet de l'événement puisque Rubens a omis un certain nombre d'aspects négatifs, craignant sans doute d'aller à l'encontre de la Reine. Ainsi, Marie de Médicis est représentée d'une manière humble alors que le tableau laisse transparaître son pouvoir sur l'armée. En effet, si les personnages masculins au premier plan sont inconnus, ceux situés à l'arrière-plan sont des militaires dont la présence dans le tableau symbolise la croyance qu'avait la Reine quant à son pouvoir de commandement.

### Le Traité d'Angoulême

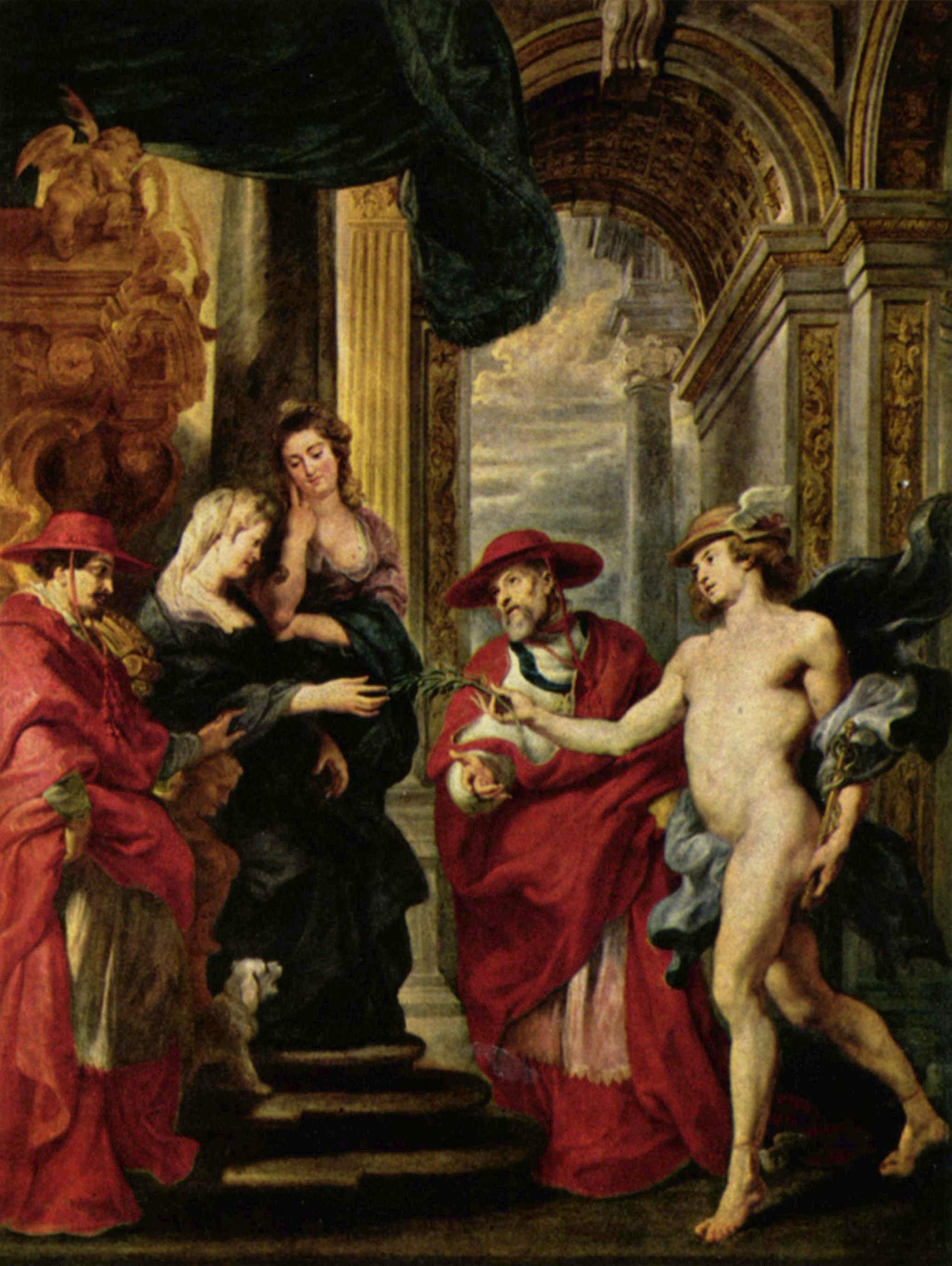
Le Traité d'Angoulême
, huile sur toile.

Le Traité d'Angoulême, baptisé autrefois La Réconciliation de Marie de Médicis avec son fils à Angers, représente la tentative de réconciliation entre la Reine, réfugiée à Angoulême, et son fils Louis XIII qui, le 30 avril 1619, lui présente des propositions d'arrangement afin qu'elle accepte d'avoir une discussion permettant de mettre un terme à leur confrontation concernant la direction du royaume.
Marie de Médicis est assise sur un trône, avec à ses côtés la Vigilance. Face à elle, Mercure, le dieu messager descendu de l'Olympe, lui tend un rameau d'olivier en signe de paix. La reine est conseillée par deux cardinaux, François de La Rochefoucauld à droite et Louis de Nogaret de La Valette ou le cardinal de Guise à gauche.
Rubens a employé plusieurs méthodes pour mettre Marie de Médicis en lumière, en tant que gardienne et comme sage conseillère de son jeune fils. Trônant sur un piédestal avec des sculptures de Minerve, symbolisant la sagesse, et de deux putti tenant une couronne de laurier pour illustrer la victoire et le martyre, Marie de Médicis est représentée de manière humble, avec un regard exprimant la sagesse. La présence des cardinaux donne un côté véridique à la scène en opposition avec la malhonnêteté de Mercure qui cache un caducée derrière sa cuisse. Le contraste entre ces deux groupes de personnages  est destiné à souligner l'écart entre les deux parties. Rubens a également ajouté un chien qui aboie, une référence utilisée pour indiquer ou avertir de la venue d'un étranger ayant de mauvaises intentions.
Dans l'ensemble, ce tableau est le plus problématique et controversé, ainsi que le moins bien compris, de l'ensemble du Cycle car il donne une image de Marie de Médicis se réclamant de l'autorité royale détenue par le Roi, tout en illustrant le premier pas vers la paix et la réconciliation entre la mère et le fils.

### La Conclusion de la paix à Angers

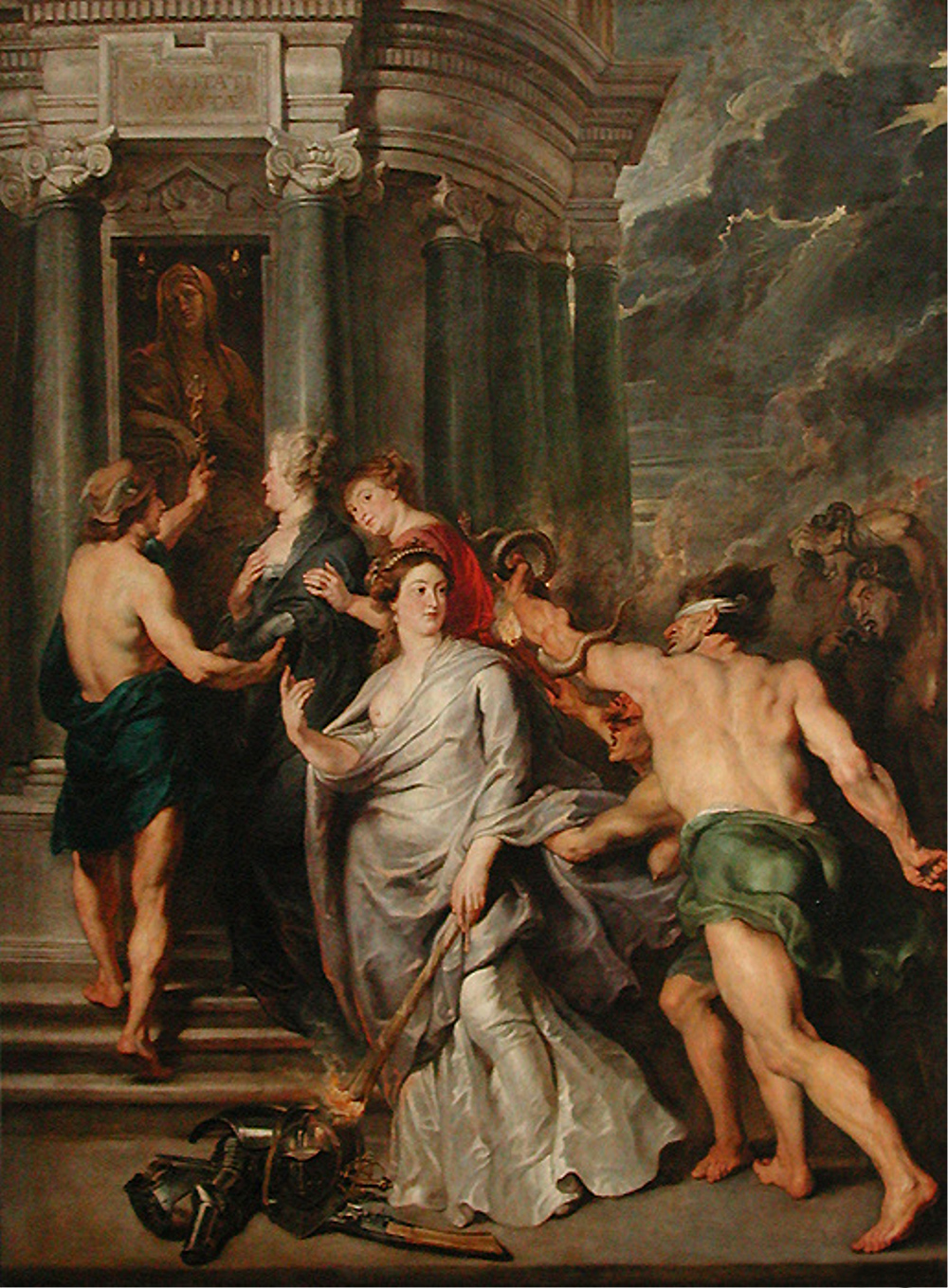
La Conclusion de la paix à Angers
, huile sur toile.

La Conclusion de la paix à Angers illustre la trêve que Marie de Médicis a été contrainte de signer le 10 août 1620 après que ses troupes aient été défaites dans la ville des Ponts-de-Cé.
Ce tableau représente la recherche de sécurité de Marie de Médicis avec le temple aux formes rondes comportant une plaque au-dessus de la niche sur laquelle est inscrite en latin « Securitati Augustae » (« Pour la sécurité de l'impératrice »). Dans le même temps, Rubens y a symbolisé le mal et l'insécurité qui environne Marie de Médicis, avec notamment un ciel brumeux et menaçant. Elle-même est représentée avec le serpent de la caducée et elle est escortée vers le temple de la paix par Mercure, autant de symboles qui illustrent sa volonté de ne pas être vaincue.  Au premier plan, la Paix, habillée de blanc, brûle les armes de la Guerre, bravant la Fraude, la Jalousie et la Fureur aveugle, avec une citation du gladiateur Borghèse.

### La Parfaite Réconciliation de la reine et de son fils

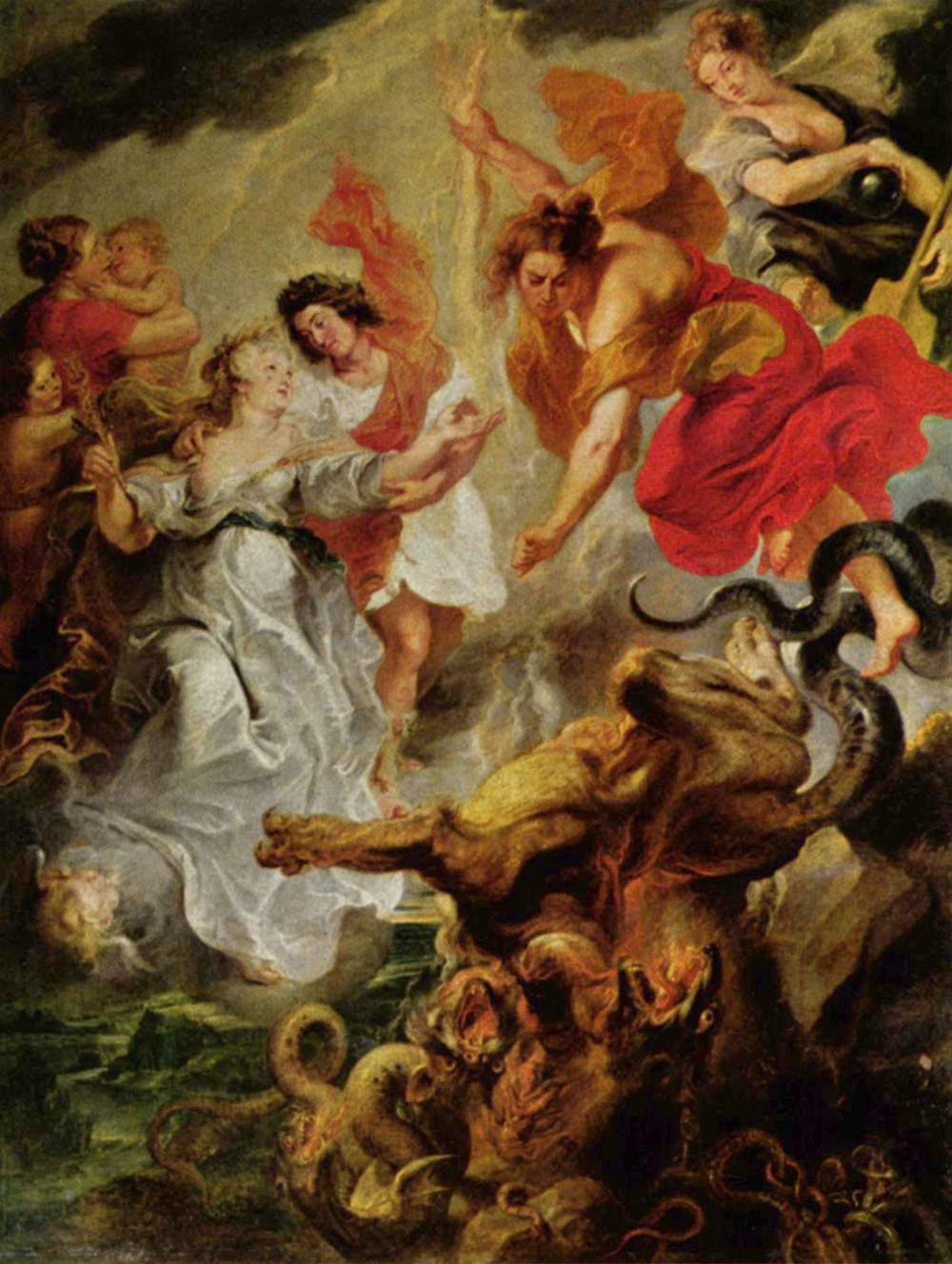
La Parfaite Réconciliation de la reine et de son fils
, huile sur toile.

Ce tableau dont le nom complet est La Parfaite Réconciliation de la reine et de son fils, après la mort du connétable de Luynes, le 15 décembre 1621, était autrefois dénommé L'Entrevue de Marie de Médicis et de son fils à Coussières, près de Tours, le 5 septembre 1619, ou encore La Paix confirmée dans le Ciel. 
Après l'affrontement militaire entre Marie de Médicis et son fils, Louis XIII, qui s'acheva par une victoire de ce dernier, Marie de Médicis fut contrainte de négocier avec son fils par l’intermédiaire du cardinal de Richelieu. C’est ainsi que le roi de France et sa mère se réconcilièrent à nouveau, signant le traité d’Angers en août 1620. Par la suite, la mort du connétable de Luynes, favori de Louis XIII et fervent opposant de Marie de Médicis, facilita le rapprochement et la réconciliation du Roi et de sa mère.
Dans ce tableau, Louis XIII est représenté comme un adulte et est dépeint sous la forme d'Apollon. La mort de l'hydre, qui symbolise le connétable de Luynes, n'est pas de la main d'Apollon comme on pouvait s'y attendre mais elle est le fait d'une amazone incarnant la Providence. On se retrouve donc avec une entité qui, sans l'aide de Louis XIII, tue l'adversaire de Marie de Médicis qui apparaît elle comme une mère aimante, prête à pardonner tous les maux et les douleurs endurées.

### Le Triomphe de la Vérité

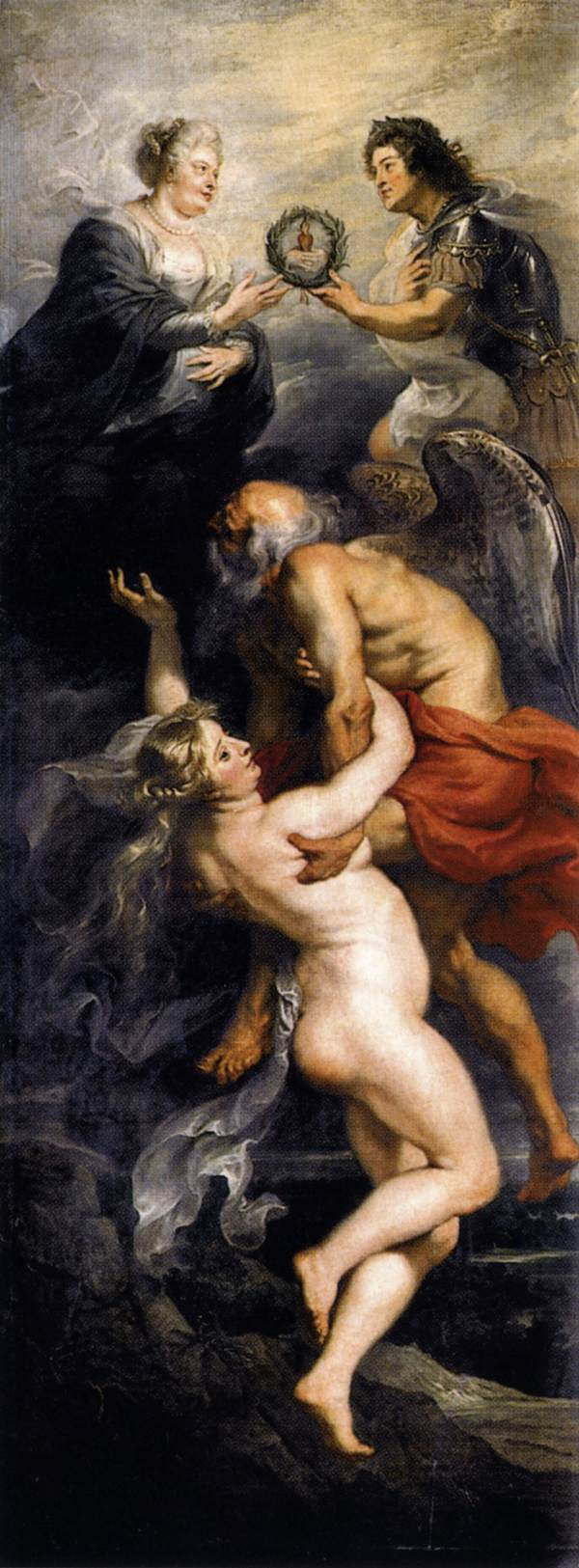
Le triomphe de la Vérité
, huile sur toile.

Dernier tableau du cycle, Le Triomphe de la Vérité ou La Parfaite et Sincère Union de la reine mère et de son fils, est une peinture purement allégorique de la réconciliation de Louis XIII et sa mère, la Reine Marie de Médicis, avant d'accéder au paradis. Autrefois accroché sur le mur est de la galerie du palais du Luxembourg, il est désormais à droite face au tableau qui marque l'ouverture du cycle, Les Parques filant le destin de Marie de Médicis. 
La Reine et Louis XIII sont représentées flottant dans le ciel, reliés par le symbole de la déesse Concorde qui représente la bonne entente et l'harmonie, ce qui représente la paix qui a été conclu entre eux. En dessous, Saturne, dieu du temps, soulève la déesse Veritas qui symbolise la vérité élevée vers le ciel et la lumière, marquant ainsi la réconciliation entre la reine et son fils.
La représentation du Temps et de la Vérité occupent près des 3/4 de la partie inférieure de la toile. La partie supérieure est remplie par Louis XIII et sa mère Marie de Médicis qui est présentée comme beaucoup plus grande que son fils et occupe beaucoup plus d'espace. Son corps est plus large et moins obscurci, ce qui la place au devant de l'image, soulignant ainsi son importance. Au contraire, la représentation du fils est plus obscure et son corps est en partie caché par l'aile du temps. Il s'agenouille devant la reine et lui présente le signe de l'amitié, les mains jointes et le cœur enflammé dans une couronne de laurier. Par cette composition, Rubens accorde une importance plus grande à la Reine dans son tableau. Dans le même temps, il projette la mère et le fils dans le futur, les dépeignant comme étant plus âgés et matures que dans le tableau précédent.
Cette œuvre marque un changement dans le cycle de Marie de Médicis au sujet du règne de la reine mère. Avec la mort du favori de Louis XIII, Charles d'Albert de Luynes, la mère et le fils se sont réconciliés. Marie reçoit une ultime légitimation en étant réadmise au Conseil d'État en janvier 1622.
Ce dernier tableau du cycle coïncidait avec l'intérêt que Marie de Médicis portait à la vie politique après la mort de son mari. Elle pensait que la diplomatie devait être obtenue par le mariage et c'est le mariage de sa fille Henriette-Marie à Charles I qui précipita la fin du cycle de Médicis.

### Les portraits des parents de la Reine

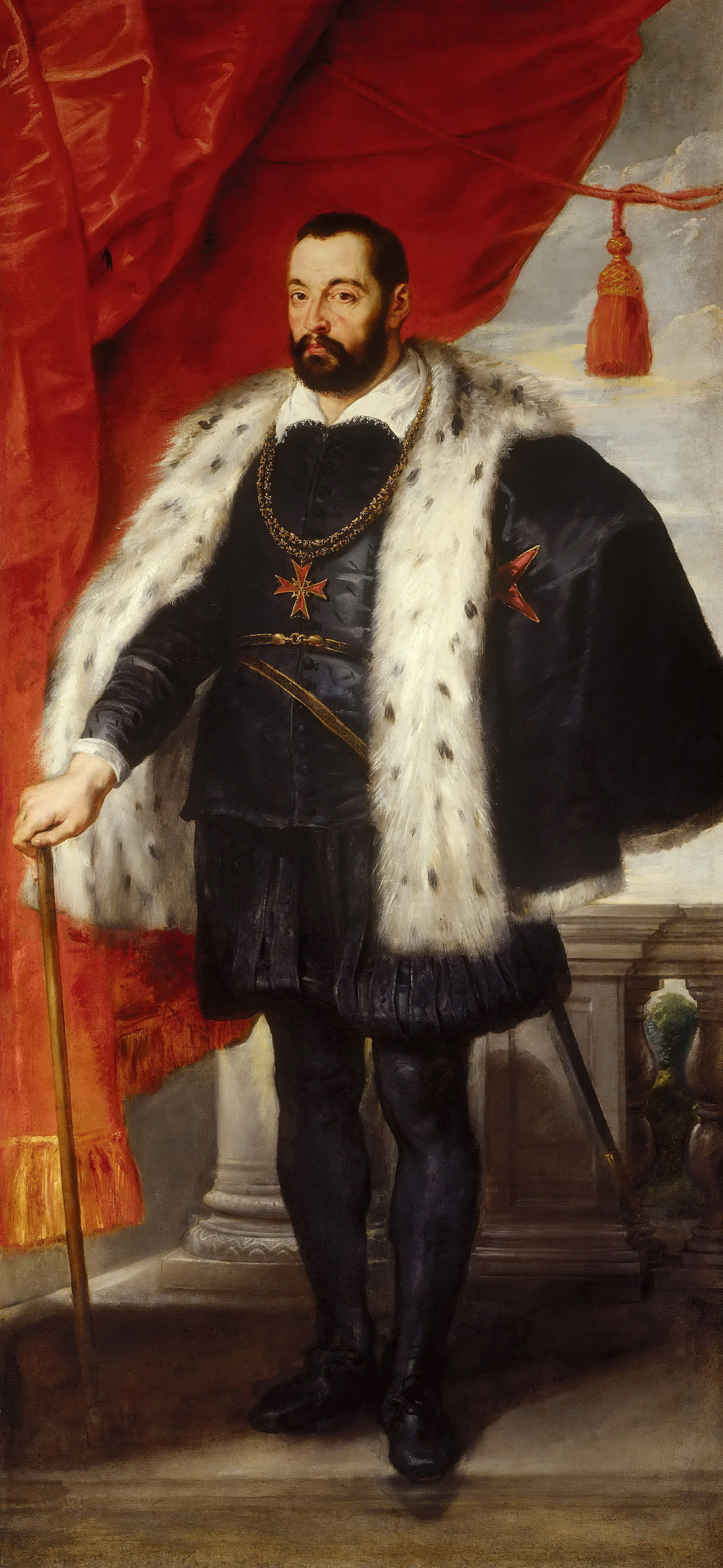
Portrait de François Ier de Médicis (1541 - 1587), grand-duc de Toscane, père de Marie de Médicis et fils de Cosme Ier
, huile sur toile.

Les trois dernières peintures sont des portraits de Marie de Médicis, de son père François Ier (étude à Copenhague), Copenhague et de sa mère Jeanne d'Autriche. François Ier est représenté vêtu d'un manteau d'hermine doublé avec une croix autour du cou qui symbolise l'ordre toscan de Saint-Étienne que son père avait fondé. Le portait de la mère de Marie de Médicis la représente vêtue d'une robe de drap d'argent avec des broderies d'or mais elle ne porte rien qui suggère rang. Cette œuvre s'inspire d'une peinture d'Alessandro Allori qui a ensuite été copiée par Giovanni Bizzelli. Rubens a sans doute admiré ces peintures qui ont influencé son style dans la représentation de la mère de la reine. Cependant, de manière surprenante, la version de Rubens est jugée moins remarquable que les modèles originaux. 
Dans l'ensemble, ce portrait de Jeanne d'Autriche est celui d'une femme inexpressive, Rubens ayant écarté la représentation de l'équilibre hiératique traditionnelle du XVIe siècle pour une interprétation décontractée, où la mère de Marie porte un simple drapé qui semble lui donner un air malade et faible. 
Les deux portraits des parents de Marie de Médicis sont stylistiquement très différents, y compris du reste des tableaux du Cycle, au regard desquelles ces portraits paraissent sombres en comparaison notamment avec le portrait de Marie. Alors que Rubens faisait grand usage des images allégoriques dans la plupart des œuvres de la galerie, les deux portraits des parents de la reine ont une composition simple et sont exécutés de manière classique.

## Le cycle Henri IV
La commande initiale pour le cycle de la Marie de Médicis incluait la réalisation d'une galerie similaire illustrant la vie d'Henri IV qui n'a jamais été achevée, bien que Rubens ait commencé à y travailler peu de temps après avoir terminé le Cycle. Le cycle Henri IV devait être composé de vingt-quatre scènes monumentales illustrant la vie d'Henri, ses rencontres, des combats, ses conquêtes et les sièges des villes sur lesquelles il triompha. Les deux cycles de Marie et d'Henri avaient été conçus pour être réunies dans une arcade qui aurait unies les deux galeries dans lesquels les tableaux auraient été exposés par paire.
Il semble que Rubens n'ait réalisé aucun croquis pour le cycle Henri IV tant qu'il s'est consacré à la première galerie. Dans l'une de ses lettres, le peintre décrivait le thème de cette seconde galerie comme étant « si vaste et magnifique qu'il suffirait à dix galeries » et si l'on se réfère à un autre de ses écrits du 27 janvier 1628, il ne s'était pas encore beaucoup investi dans la réalisation des croquis avant cette date. Il ne reste aujourd'hui que neuf croquis sur l'ensemble de ceux réalisés pour le cycle Henri IV ainsi que cinq toiles inachevées. La plupart des croquis représentent des batailles auxquelles participa Henri IV.
Il faut souligner que les raisons pour lesquelles Rubens n'a pas achevé le cycle Henri IV sont étroitement liées aux événements politiques de l'époque. Marie de Médicis avait été bannie de Paris en 1631 lorsque le cardinal de Richelieu prit le pouvoir à Louis XIII. En conséquence, le projet fut complètement abandonné car l'approbation par la Cour des plans d'aménagement de la galerie était constamment retardée. Richelieu, qui avait désormais tout pouvoir sur la réalisation du cycle, refusait d'évoquer avec Rubens l'achèvement de la galerie Henri IV au prétexte qu'il était trop occupé par les affaires du Royaume. En réalité, les véritables raisons de Richelieu étaient beaucoup plus politiques. À cette période, Rubens était à Madrid pour préparer une mission diplomatique à Londres visant à opérer un rapprochement entre l'Espagne et l'Angleterre. Or, le peintre étant un membre actif d'un parti d'opposition, Richelieu avait là un motif évident de contrecarrer les projets de Rubens et il cherchait d'ailleurs activement un artiste italien qui aurait pu remplacer Rubens, ce qui explique que ce dernier n'ait poursuivi que très sporadiquement la réalisation du cycle. Après le bannissement de Marie de Médicis en 1631, le projet devait être définitivement abandonné, même si Rubens semblait toujours optimiste en indiquant : « j'ai à présent commencé la conception de l'autre galerie qui, selon moi, de par la nature du sujet, s'avèrera encore plus splendide que la première de sorte que j'espère gagner [en réputation] plutôt que de perdre. »

### La Réconciliation du roi Henri III et du roi Henri de Navarre

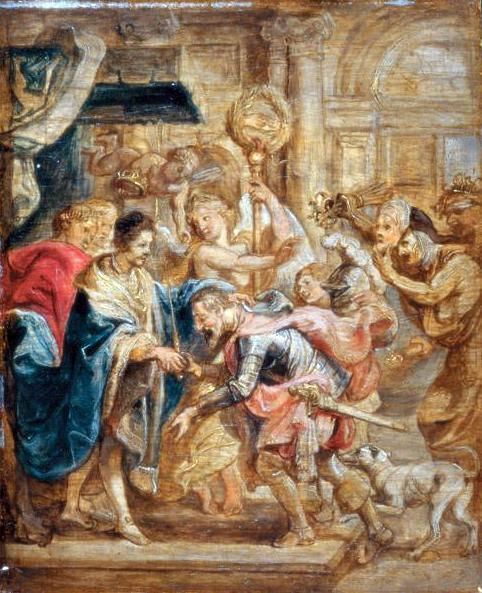
La Réconciliation du roi Henri III et du roi Henri de Navarre
Huile sur panneau, 1628

L'un des plus importants croquis de la collection s'appelle La Réconciliation du roi Henri III et du roi Henri de Navarre réalisé en 1628 et qui retrace un événement majeur de l'ascension d'Henri IV au trône. Après la mort du duc d'Anjou, frère d'Henri III lui-même sans enfant, l'héritier du trône semblait être Henri de Navarre, le futur roi Henri IV. Cependant, une bulle pontificale le priva du trône et l'excommunia de telle sorte qu'Henri de Navarre protesta, ce qui donna lieu à la huitième guerre de religion (1585-1598). Lorsque Henri III fut lui-même banni de Paris pour avoir commandité l'assassinat du duc de Guise, il rencontra Henri IV afin de faire la paix et le reconnaître comme l'héritier légitime. Bien que Rubens ait représenté cette réconciliation comme s'étant déroulée dans la salle du trône, des témoins de l'époque ont signalé que la rencontre s'est faite dans un jardin rempli de spectateurs. 
Le croquis montre Henri de Navarre se prosternant devant Henri III, ce qui, d'après les récits de témoins oculaires, semble exact. Rubens a représenté un putto tenant la couronne d'Henri III, avec l'intention de la placer sur la tête du futur Henri IV, bien que le transfert effectif du pouvoir ne soit intervenu qu'après l'assassinat d'Henri III quelques mois plus tard, le 1er août 1589. Un page se tient derrière Henri de Navarre tenant son insigne personnel, un casque à plumes blanches, tandis qu'un chien à ses pieds symbolise la fidélité. Les deux personnages inquiétants derrière Henri III sont très probablement les personnifications de la fraude et de la discorde.

### Les peintures guerrières
Le Cycle Henri IV devait être composé de scènes tirées de la carrière militaire du roi. La violence de ces images aurait quelque peu contrasté avec la relative tranquillité et la majesté des scènes du Cycle Marie de Médicis. 

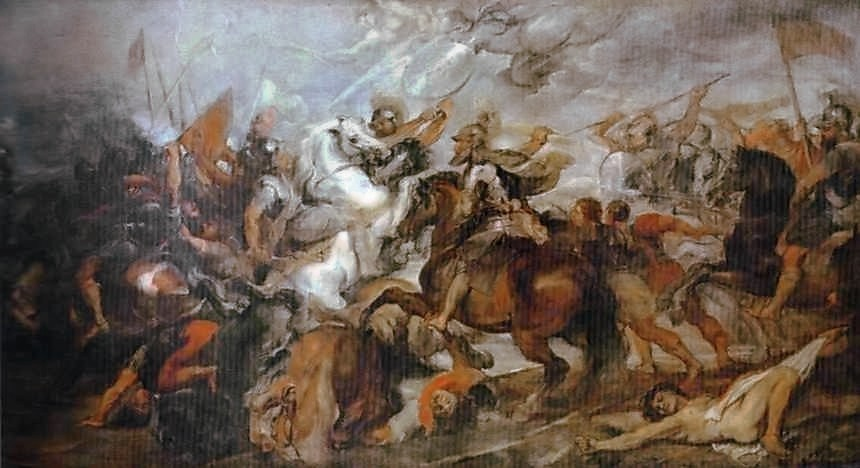
La bataille d'Ivry

La bataille d'Ivry est un tableau de la bataille la plus décisive du règne d'Henri IV  pour unifier la ville de Paris. Initialement gris, ce croquis montre le roi habillé de velours cramoisi afin de souligner qu'il s'agissait du « plus célèbre de tous les combats d'Henri IV ». Il est représenté au centre de la scène, levant une épée flamboyante, son armée victorieuse se précipitant de manière chaotique derrière lui. Cette peinture est le pendant du tableau du Couronnement de la Reine dans le Cycle de Marie de Médicis.

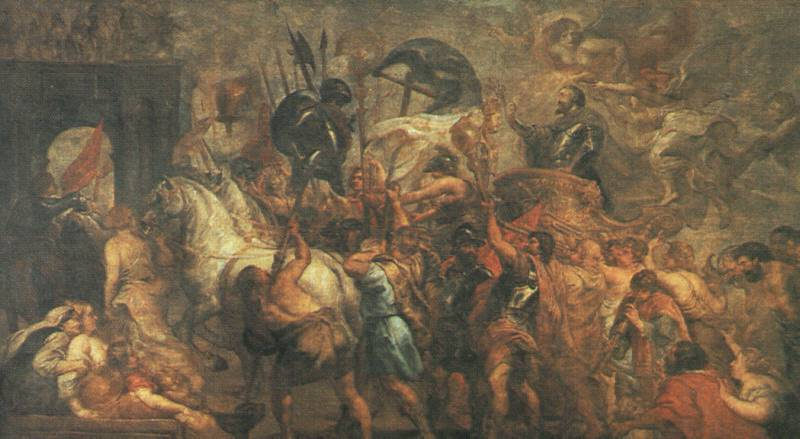
L'Entrée triomphale à Paris

L'Entrée triomphale à Paris est un croquis qui représente la dernière bataille majeure d'Henri IV. Rubens voulait que le tableau soit installé au fond de la galerie en ce qu'elle devrait être une œuvre « grande et importante » dont l'exécution était relativement bien avancée. Le tableau montre Henri IV défilant dans Paris, victorieux comme un empereur romain tenant une branche d'olivier, symbole de la paix. Cependant, étant donné qu'Henri IV n'est jamais réellement entré dans la capitale de cette manière, la scène est supposée simplement représenter un triomphe symbolique. D'ailleurs, le cadre supposé dans lequel se serait déroulé la scène (les bâtiments, l'Arc de Triomphe) n'existait pas à Paris à l'époque, ce qui confirme que le croquis ne se fonde pas sur des faits historiques, mais qu'il s'agit d'une métaphore classique de la volonté d'Henri IV de rester Roi de France. Cette toile est le pendant du tableau La Mort d'Henri IV et la proclamation de la régence dans le Cycle de Marie de Médicis.
La Clémence d'Henri à Paris correspond au Conseil des Dieux dans le cycle Marie de Médicis, avec un Henri IV apportant la paix sur terre là où Marie l'apportait dans les Cieux. Ce tableau d'Henri IV dépeint les scènes qui suivent la prise de Paris. L'armée d'Henri IV repousse les rebelles hors de Paris en les jetant d'un pont dans la rivière. Dans le coin gauche, on distingue toutefois le nouveau souverain discutant avec quelques conseillers de la clémence dont il fera preuve.